# Église Saint-Crépin-Saint-Crépinien de Bréançon
L'église Saint-Crépin-Saint-Crépinien est une église catholique paroissiale située à Bréançon, en France. Elle a été édifiée successivement entre la fin du XIIe siècle et le début du XIIIe siècle, en commençant par le petit chœur carré et la croisée du transept, en même temps base du clocher. Ces deux travées renferment des chapiteaux d'une grande qualité, et illustrent bien la transition du style roman vers l'architecture gothique. Le transept est également intéressant pour l'ordonnancement inhabituel des supports des voûtes. La nef et ses bas-côtés ont été bâties peu de temps après les parties orientales, bien que l'aspect extérieur suggère une construction de style néo-classique : en effet, la façade et les murs des bas-côtés ont été refaits en 1774, et la nef a été adapté quelque peu au goût de l'époque, mais les grandes arcades et les voûtes gothiques ont été conservées. L'étage de beffroi du clocher central du XIIIe siècle avait disparu au XIXe siècle. Il a été réinventé à l'occasion d'une importante campagne de restauration en 1894. Ainsi, l'église a retrouvé sa silhouette emblématique, assez représentative des petites églises gothiques de la région. Elle est classée monument historique depuis 1980. Bréançon est aujourd'hui affilié à la très grande paroisse d'Avernes et Marines, et l'église Saint-Crépin-Saint-Crépinien n'accueille plus que deux messes dominicales par an, ainsi que des célébrations particulières.

## Localisation
L'église est située en France, en région Île-de-France et dans le département du Val-d'Oise, dans le Parc naturel régional du Vexin français, sur la commune de Bréançon, au centre du village, rue de l'Église (RD 64). Bien dégagée et bien visible depuis l'ouest, le sud et l'est, elle est entourée de son ancien cimetière, qui a été converti en espace vert, ou en parvis en ce qui concerne la partie devant la façade occidentale. C'est l'élévation méridionale qui est alignée sur la rue. Le chevet donne sur une impasse nommée rue du Presbytère. Au nord de l'église, se trouvent un petit parking et un jardin privé.

## Historique

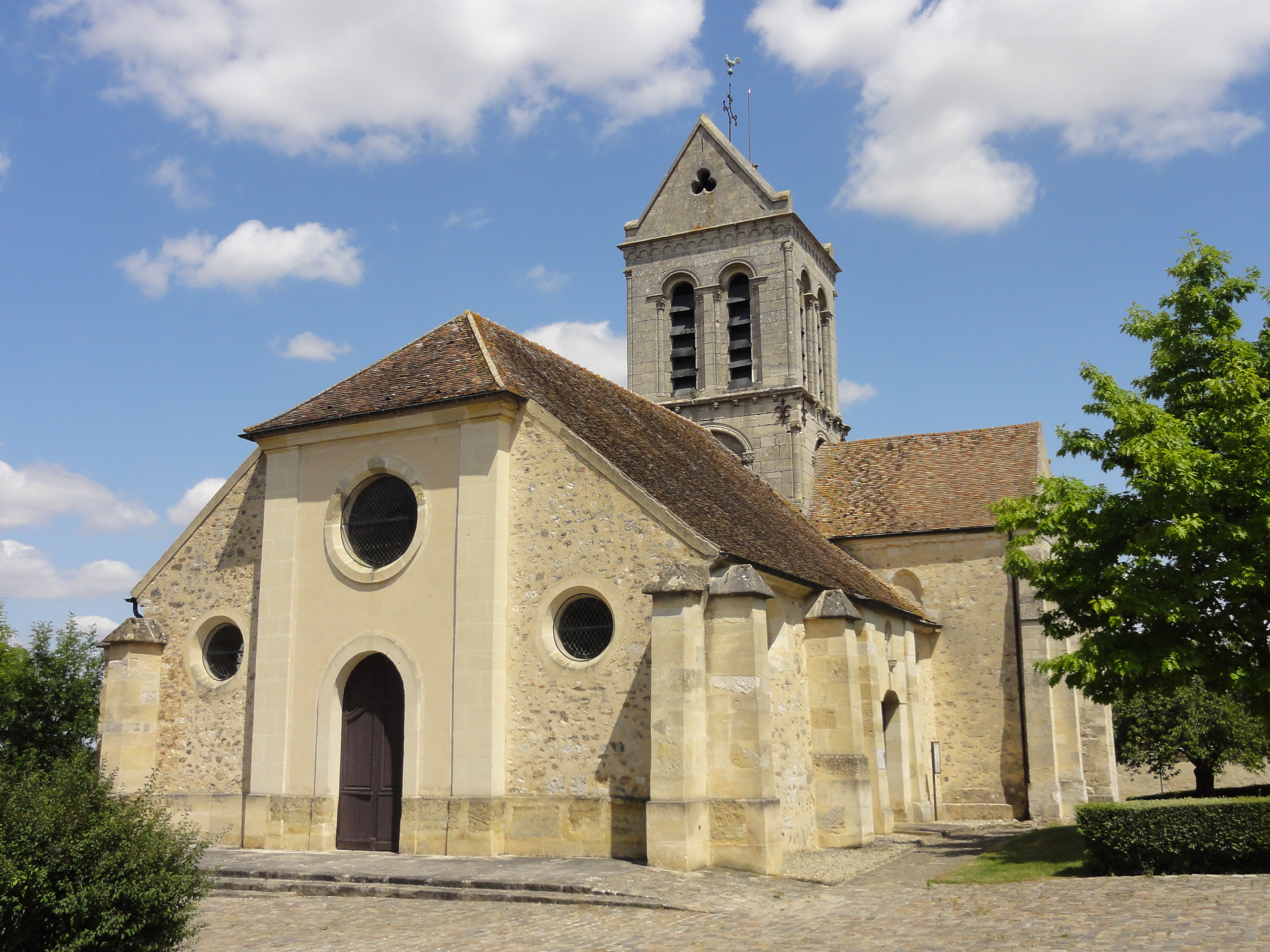
Vue depuis le sud-ouest.

La date de fondation de la paroisse n'est pas connue avec certitude. L'abbé Vital Jean Gautier la situe au XIIe siècle. L'église est dédiée aux saints Crépin et Crépinien, martyrs au IIIe siècle. Sous l'Ancien Régime, Bréançon relève du doyenné de Meulan, de l'archidiaconé du Vexin français et de l'archidiocèse de Rouen. Le collateur de la cure est l'archevêque de Rouen. L'histoire de l'église reste encore à élucider. Les différentes étapes de sa construction ne sont pas attestées par des documents, et doivent être identifiées par l'analyse archéologique. Bernard Duhamel évite de se prononcer sur le sujet, et dit que l'église date pour l'essentiel des XIIe et XIIIe siècles. L'architecte des bâtiments de France penche pour la limite XIIe / XIIIe siècle, ce qui paraît plus concluant. Le petit chœur carré et la croisée du transept, en même temps base du clocher, ont été bâtis en premier lieu, conformément à l'usage. Ici, les chapiteaux sont pour la plupart sculptés de feuilles d'eau et de feuilles d'acanthe, et sont caractéristiques de la période romane finissante, et de la première période gothique. Les autres parties ont probablement suivi immédiatement après, sans interruption trop importante du chantier, car les croisillons font appel aux mêmes profils pour les nervures des voûtes que le chœur et le carré du transept, et les motifs de certains chapiteaux des croisillons se retrouvent sur les chapiteaux des grandes arcades de la nef.

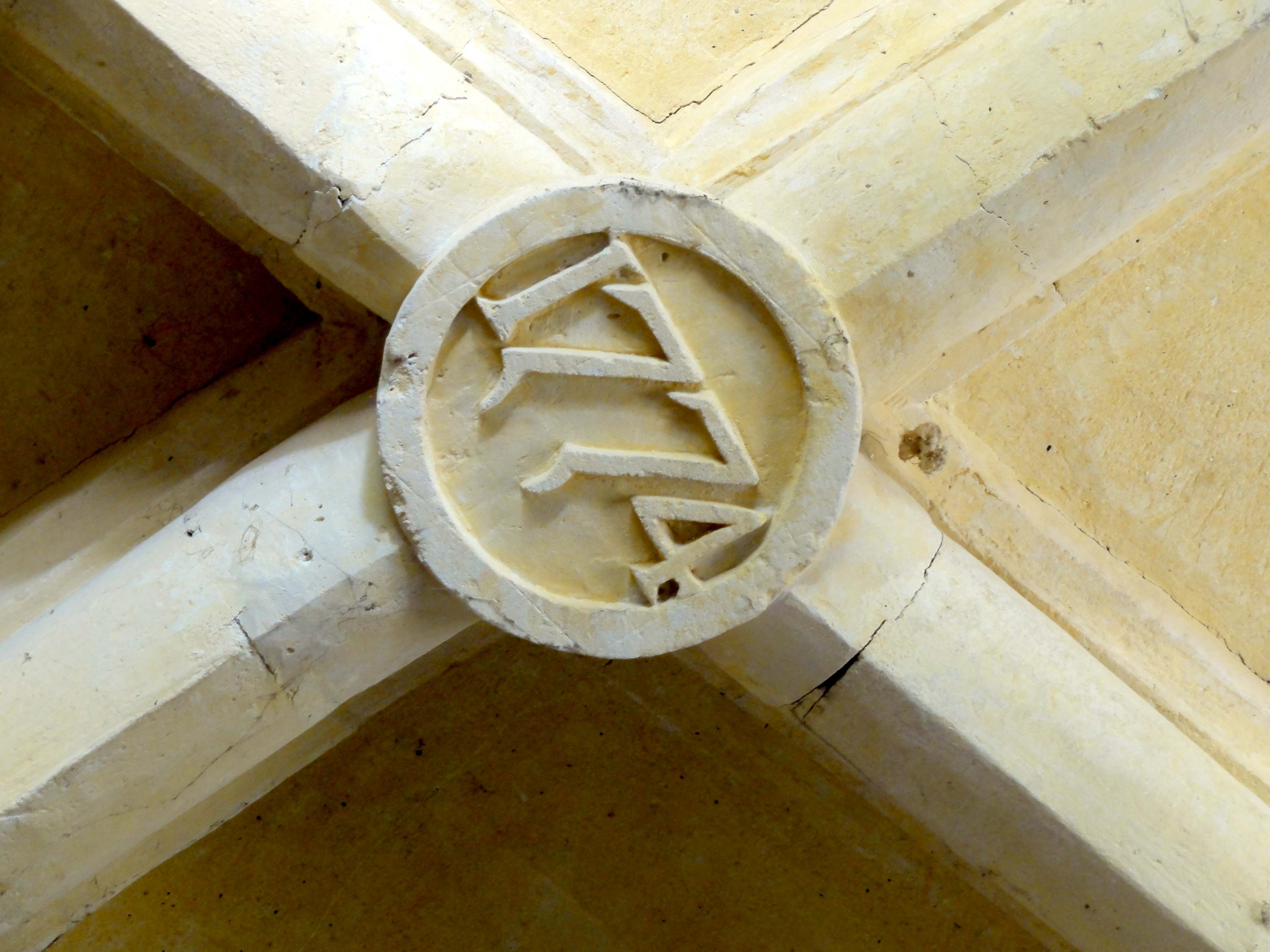
Bas-côté nord, clé de voûte de la 1re travée - date de 1774.

Selon la tradition, l'édifice aurait été partiellement détruit par les Anglais en 1435, pendant la guerre de Cent Ans. Il est réparé par la suite, mais le style gothique flamboyant n'y est pourtant pas présent, et il n'a apparemment pas été nécessaire de reconstruire entièrement des travées ou des voûtes. Une nouvelle consécration est célébrée en 1508. En 1774, la façade occidentale et les murs gouttereaux des collatéral sont entièrement refaits dans un style sobre et un peu froid, qui est placé sous l'influence du style néo-classique. Tous les faisceaux de colonnettes à chapiteaux sont remplacés par des massifs de maçonnerie, sauf à l'extrémité orientale des trois vaisseaux. Grâce à une reprise en sous-œuvre, les voûtes gothiques peuvent être conservées. Enfin, une restauration profonde est entreprise en 1894. Elle fait perdre à l'église une partie de son authenticité. Sous la direction de l'architecte Yolland, l'étage de beffroi du clocher et son toit en bâtière sont reconstruits de toutes pièces par l'entrepreneur en maçonnerie Boisdenghien. Il paraît que le clocher gothique avait disparu bien avant. Après une inscription à l'inventaire supplémentaire, l'édifice est classé aux monuments historiques par arrêté du 25 septembre 1980. Bréançon est depuis longtemps affilié à la paroisse de Marines. En raison du manque de prêtres, cette paroisse a été réunie à celle d'Avernes, et compte aujourd'hui trente-cinq clochers. De ce fait, les célébrations eucharistiques se font rares en l'église Saint-Crépin-Saint-Crépinien, et il n'y a plus que deux messes dominicales par année.

## Description

### Aperçu général

Plan de l'église.

Régulièrement orientée, l'église répond à un plan cruciforme symétrique, et se compose d'une nef de quatre travées accompagnée de deux bas-côtés ; d'un transept largement débordant ; d'un clocher central s'élevant au-dessus de la croisée du transept ; et d'un chœur carré au chevet plat, à peu près des mêmes dimensions que les croisillons du transept. L'extension est-ouest est de 31 m environ, et l'extension nord-sud avoisine les 31 m (il n'est malheureusement pas précisé si les dimensions s'entendent hors œuvre ou dans l'œuvre). La hauteur de la nef serait de 12 m, ce qui semble correspondre à la ligne faîtière plutôt qu'à la hauteur sous le sommet des voûtes. Une sacristie occupe l'angle entre croisillon nord et chœur, et une tourelle d'escalier flanque l'angle sud-est du croisillon sud. L'ensemble de l'église est voûté d'ogives. On y entre par le portail occidental de la nef, ou plus habituellement par le portail latéral de la troisième travée du bas-côté sud. Nef et bas-côtés sont recouverts ensemble d'une toiture à deux rampants, avec deux demi-pignons à l'ouest, et une croupe au-dessus de la façade de la nef. Les croisillons et le chœur sont munis de toits en bâtière perpendiculaires au clocher, avec pignons au nord, à l'est et au sud.

### Intérieur

#### Nef et bas-côtés
« L'extérieur de l'église ne laisse pas supposer un aspect intérieur de cette qualité ». La façade et les élévations latérales des bas-côtés annoncent une construction néoclassique un peu sommaire, comme on la voit à Brenouille, autre exemple d'une reconstruction de la fin de l'Ancien Régime, alors que la nef est en fait de style gothique. Il n'y a que la corniche au profil d'un méplat et d'une doucine qui court au-dessus des grandes arcades, ainsi que les blocs moulurés qui remplacent les chapiteaux du second ordre, pour rappeler les travaux de grande envergure menés en 1774. Les bas-côtés ont, bien sûr, souffert de la suppression des faisceaux de colonnettes, et le remplacement des fenêtres en lancette simple par des oculi n'est pas du meilleur effet. Mais ceci ne porte pas atteinte à l'impression de la nef, sauf en réduisant quelque peu sa luminosité. Même par un beau temps ensoleillé, la nef reste assez sombre. Il n'est pas certain si des fenêtres latérales existaient primitivement. Les lunettes de la voûte, soit l'espace compris entre les formerets et la corniche, ont été enduites, et décorées de bossages, ce qui obligerait de chercher les traces dans les combles des bas-côtés. Les piliers des grandes arcades sont plutôt courtes et paraissent un peu trapus, mais ils représentent exactement la moitié de la hauteur sous le sommet des voûtes, et les chapiteaux du second ordre se situent à peu de distance au-dessus du sommet des grandes arcades. Si des fenêtres hautes existaient, elles devaient être poussées haut sous le sommet des formerets, et se limiter à des oculi, comme à Grisy-les-Plâtres, Marly-la-Ville, Saint-Ouen-l'Aumône, Vallangoujard et dans le chœur de Jouy-le-Moutier,.

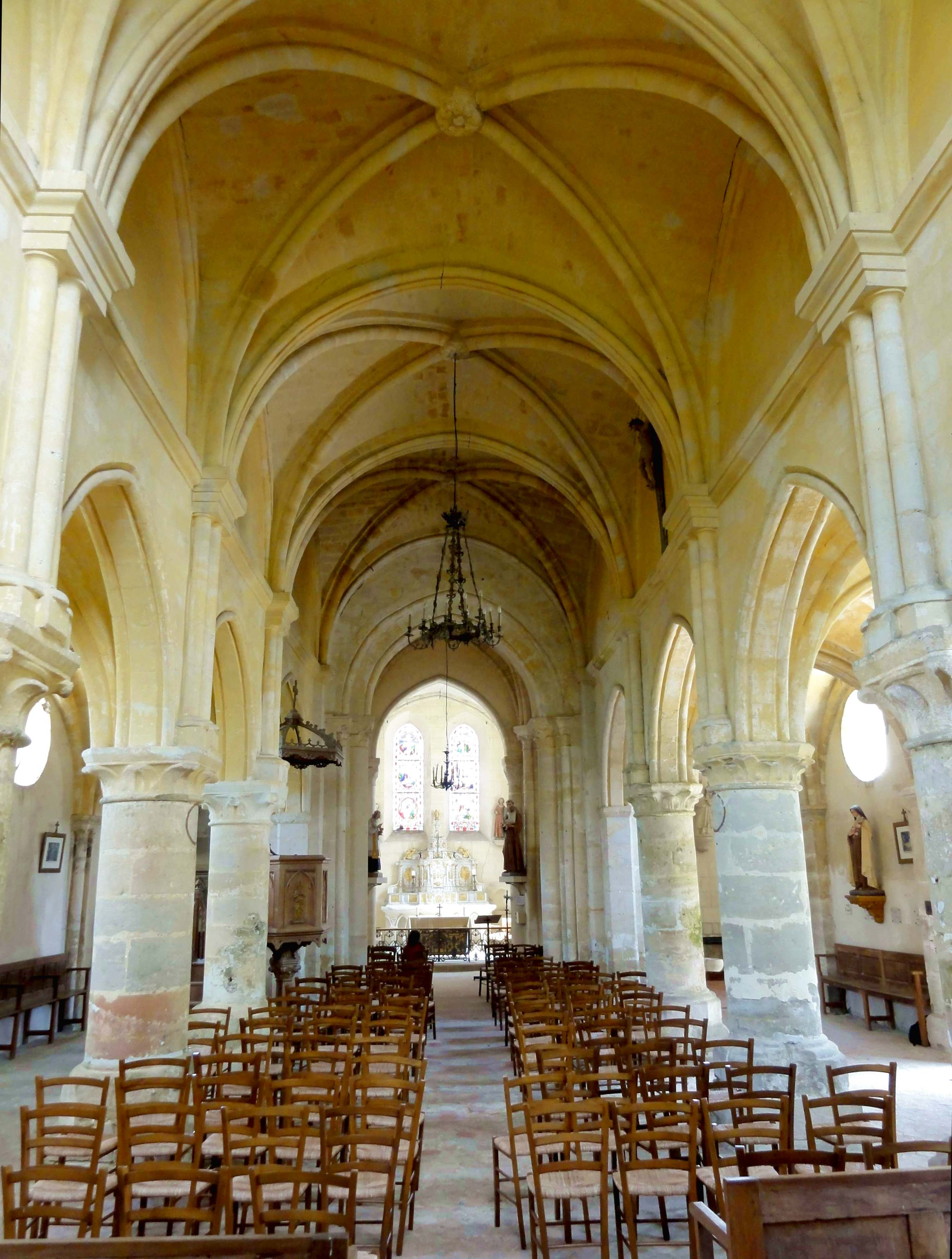
Nef, vue vers l'est.

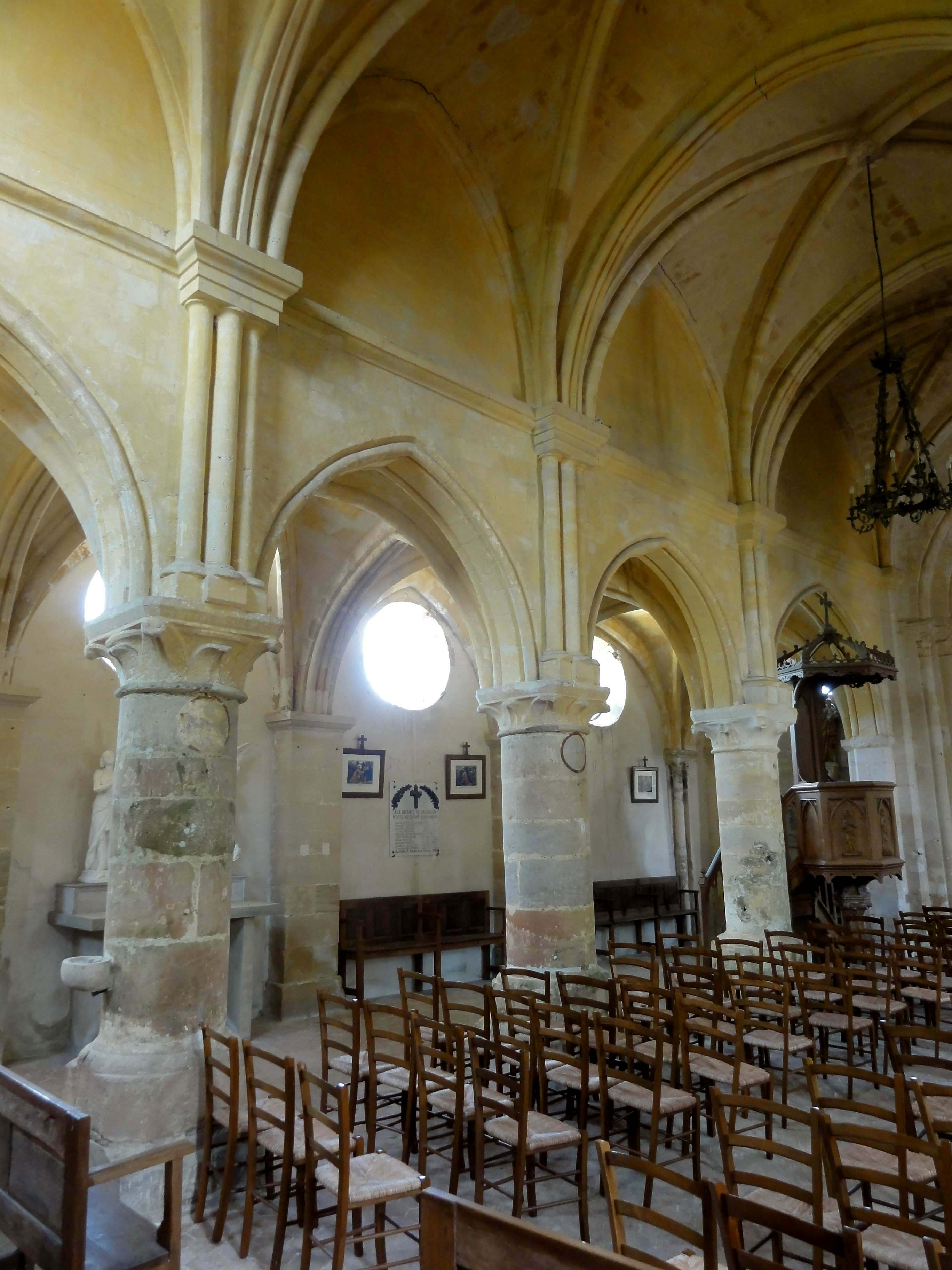
Nef, élévation nord.

La voûte de la première travée est précédée d'une courte section voûtée en berceau, qui est délimitée à l'ouest par un formeret au même profil que les ogives, soit un tore en forme d'amande entre deux cavets, et à l'est, par un arc-doubleau au profil d'un filet entre deux tores ordinaires, comme les doubleaux suivants. Ce ne sont pas les profils prismatiques de la période flamboyante qu'a cru voir Bernard Duhamel. On les retrouve dans les bas-côtés. Les formerets consistent en un rang de claveaux non moulurés, relié à la surface murale par un quart-de-rond, ce qui est inhabituel, et correspond presque à la corniche intérieure de la nef. Il devrait s'agir d'une reprise dans le cadre des travaux en 1774, alors que les profils des ogives et doubleaux cadrent bien avec le style gothique primitif, et excluent un revoûtement après la guerre de Cent Ans (dans les bas-côtés, les formerets se résument au rang de claveaux non moulurés). De même, les clés de voûte de la nef, qui sont ornées de petites rosaces de feuillages, sont tout à fait caractéristiques de l'époque de construction de l'église. Les clés de voûte des bas-côtés ne sont pas décorées pour la plupart, et les nervures des voûtes s'y croisent simplement, où on voit un petit disque sans sculpture. Sous la voûte de la première travée du nord, se lit le millésime de 1774, ce qui ne doit pas porter à croire que les voûtes datent de cette année,.
Les blocs moulurés que le maître d'œuvre de 1774 a substitués aux chapiteaux du second ordre reposent sur trois colonnettes, qui sont d'un diamètre analogue et sont toutes placées sur le même plan. Selon Maryse Bideault et Claudine Lautier, cette disposition contribue à l'effet de platitude recherché dans le traitement des parois. On retrouve le même procédé à Beaumont-sur-Oise, Champagne-sur-Oise, Champeaux et Grisy-les-Plâtres. Les bases des colonnettes ont des socles cubiques, qui sont portés par les tailloirs des grosses colonnes cylindriques des grandes arcades. Les tailloirs sont sommairement profilés d'une plate-bande et d'un biseau, et de faible hauteur. Ils sont de plan carré, aux angles abattus. Les corbeilles des chapiteaux sont également de faible hauteur. Elles sont sculptées très simplement de feuilles plates striées, aux extrémités parfois recourbées en crochets, à raison de huit feuilles par chapiteau, ou de feuilles de nénuphar, à raison de douze feuilles par chapiteau. Des feuilles plus grandes alternent avec des feuilles plus petites. Sous le tailloir, un anneau se profile derrière les feuilles de certains chapiteaux, pour assurer ainsi la transition vers le plan rond des piliers. Le dernier chapiteau intact des bas-côtés se trouve dans l'angle nord-est du bas-côté nord. Quant aux bases, elles sont formées de deux tores, et dépourvues de griffes. Leurs socles sont de plan octogonal en haut, et de plan carré en bas,.

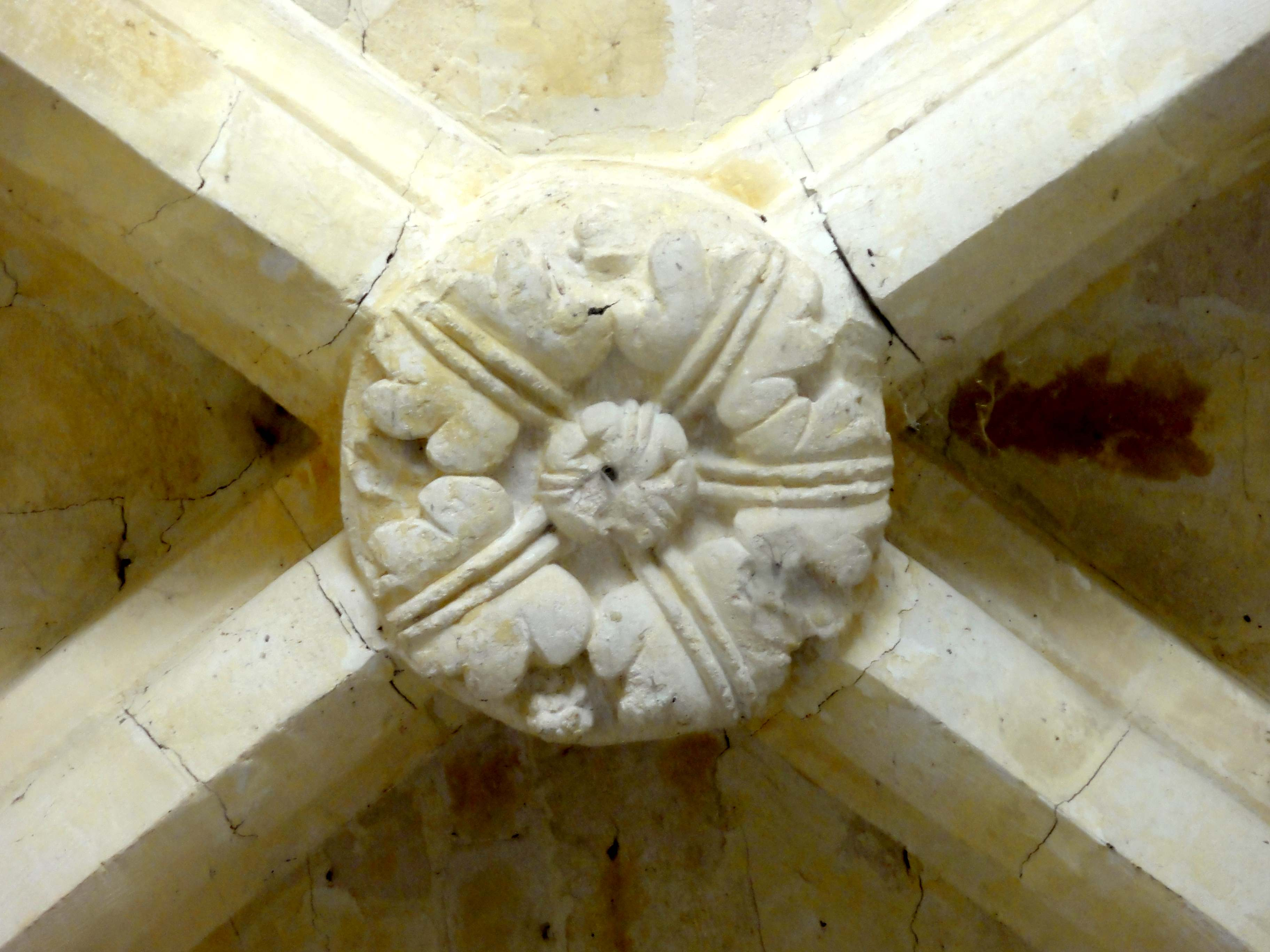
Nef, clé de voûte de la 1re travée.
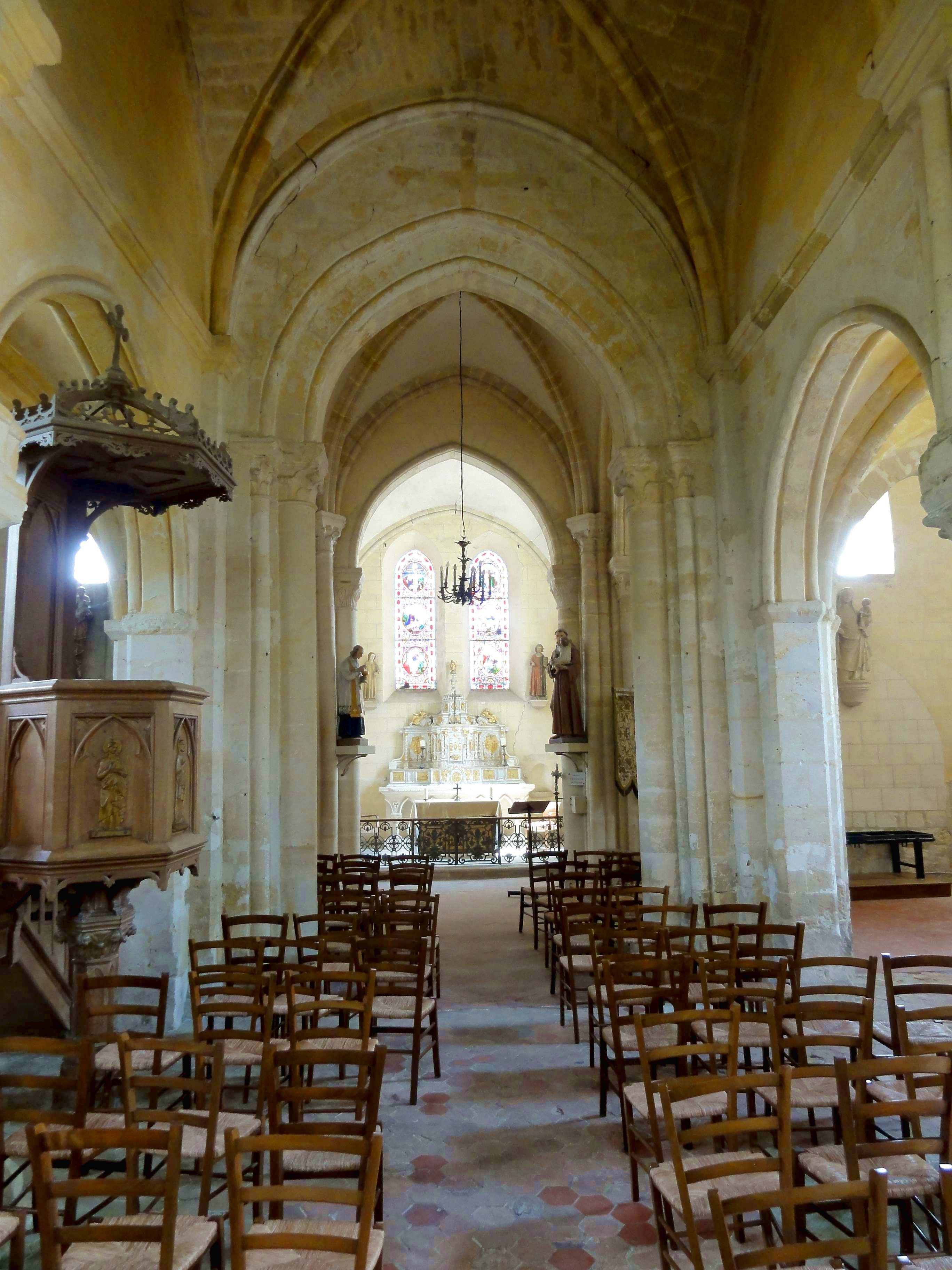
Nef, vue vers l'est.
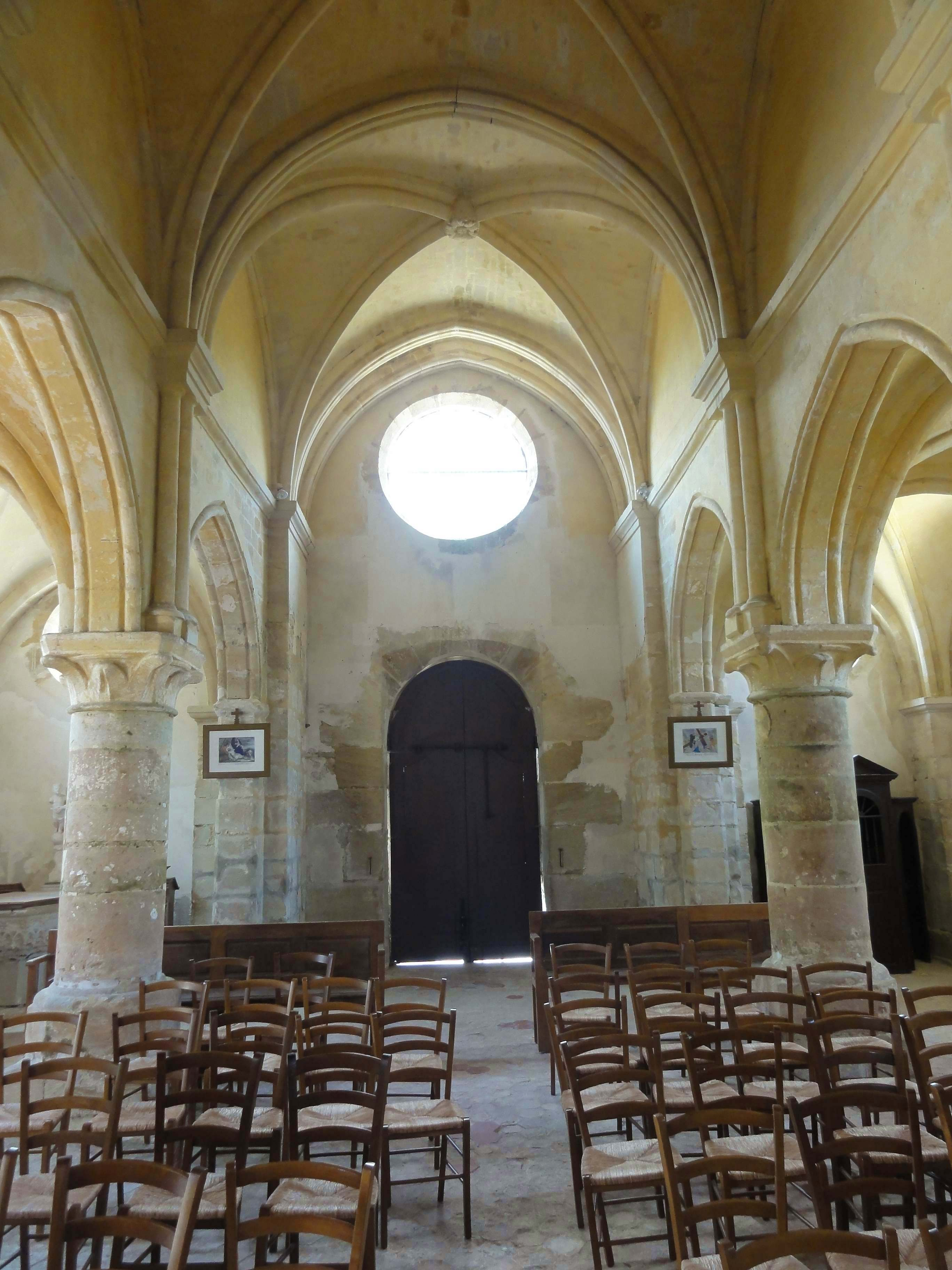
Nef, vue vers l'ouest.
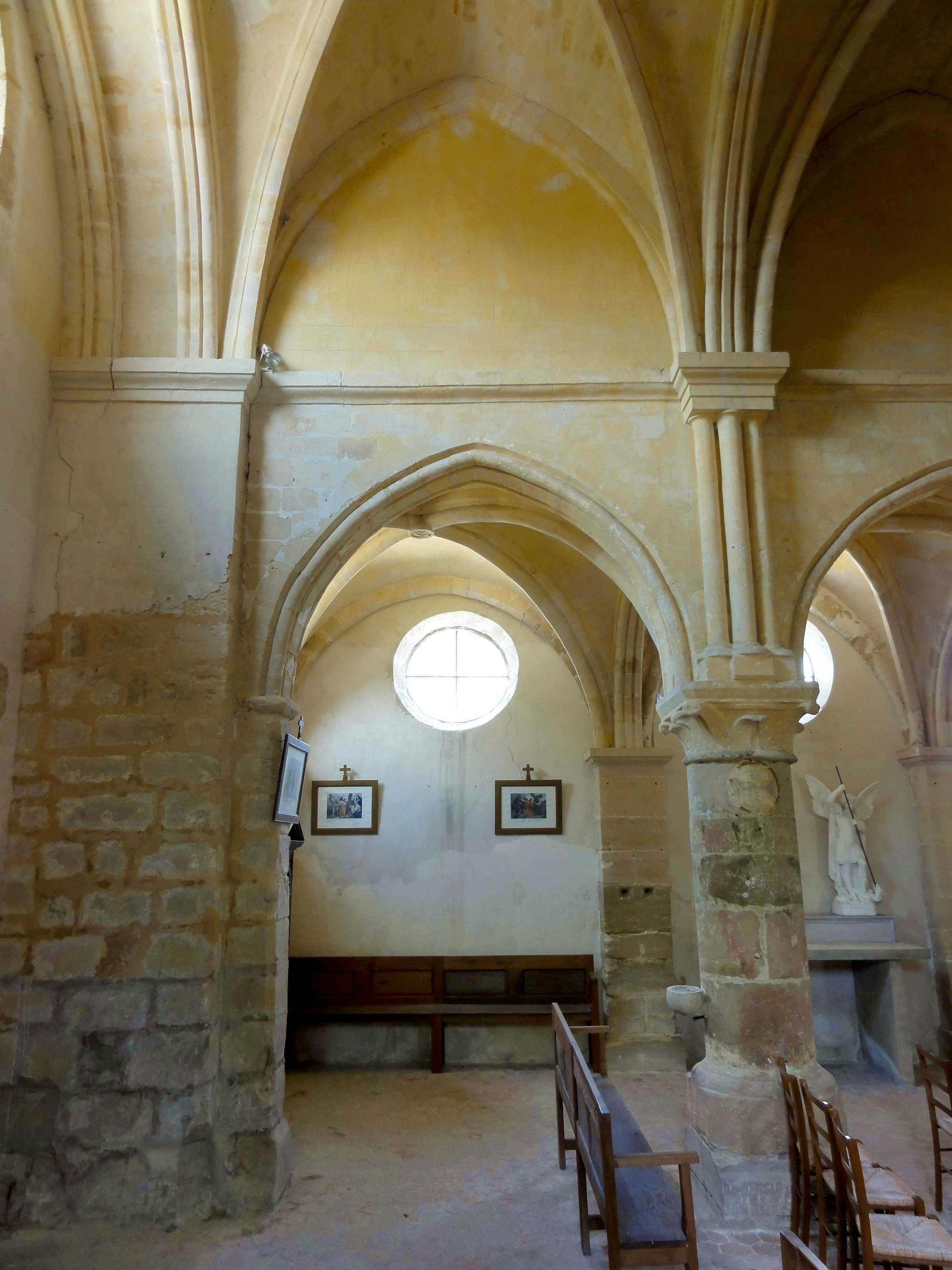
Nef, re travée, élévation nord.
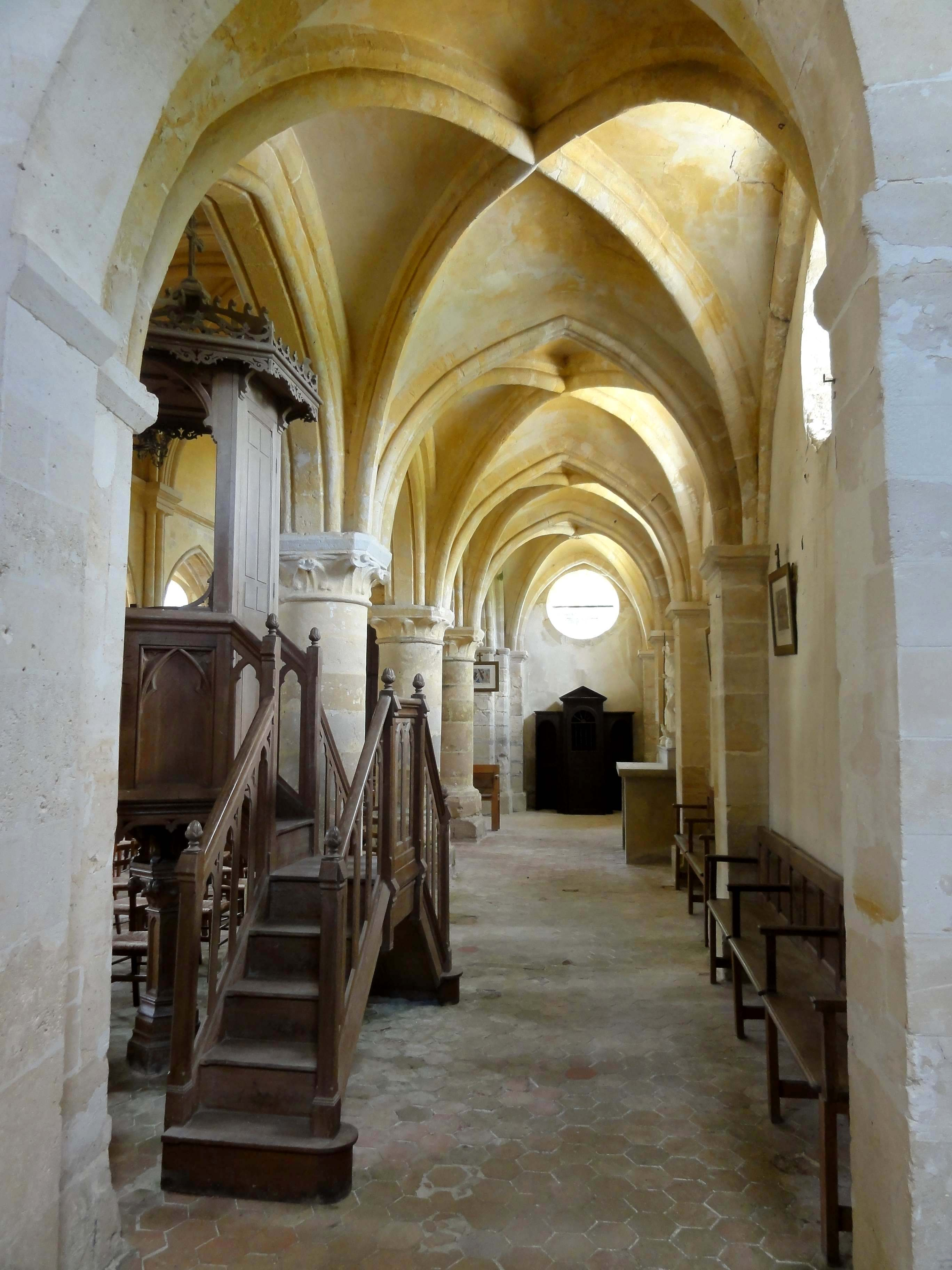
Bas-côté nord, vue vers l'ouest.
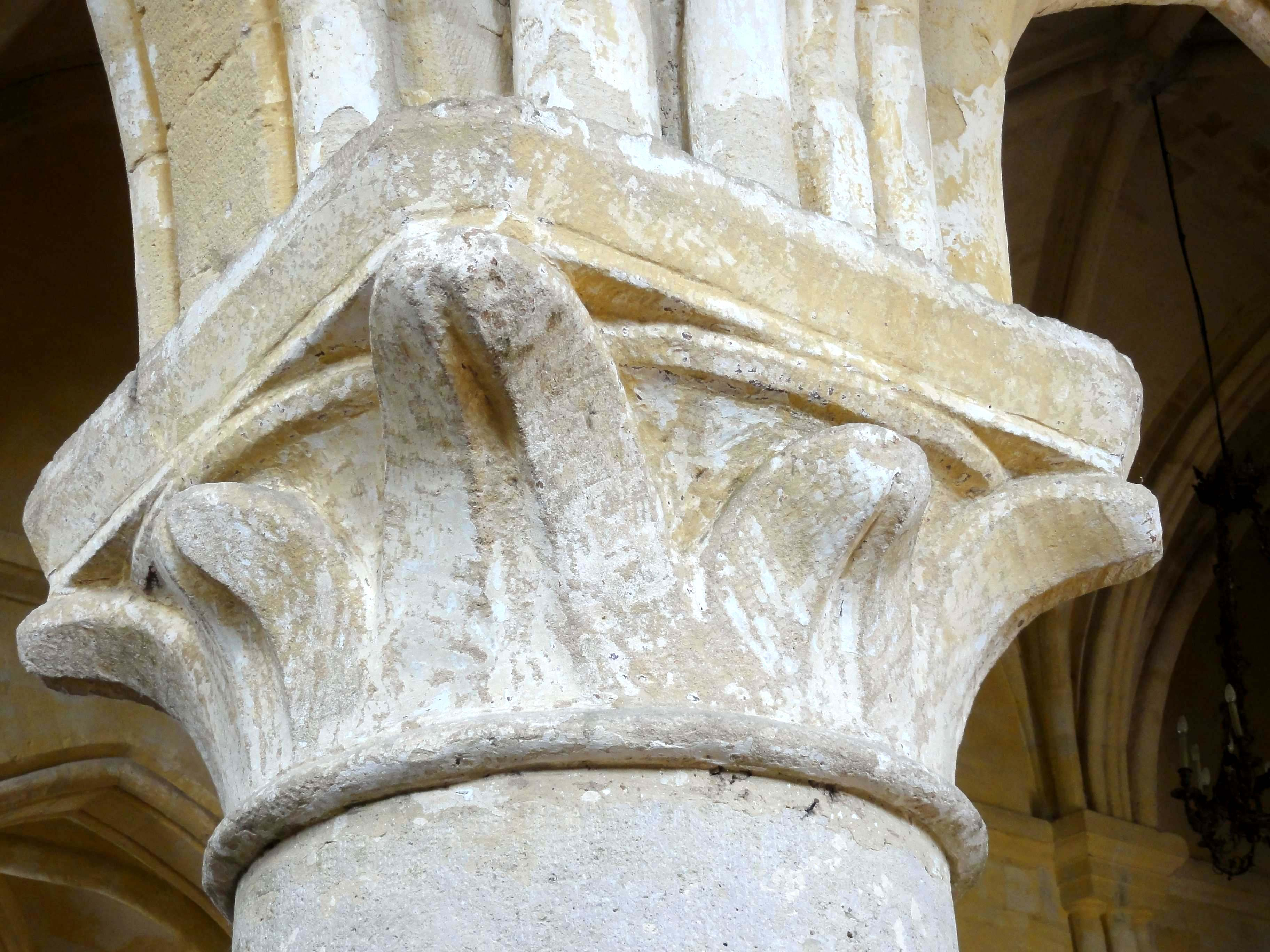
Grandes arcades du sud, chapiteau du 1er pilier.

#### Croisillons

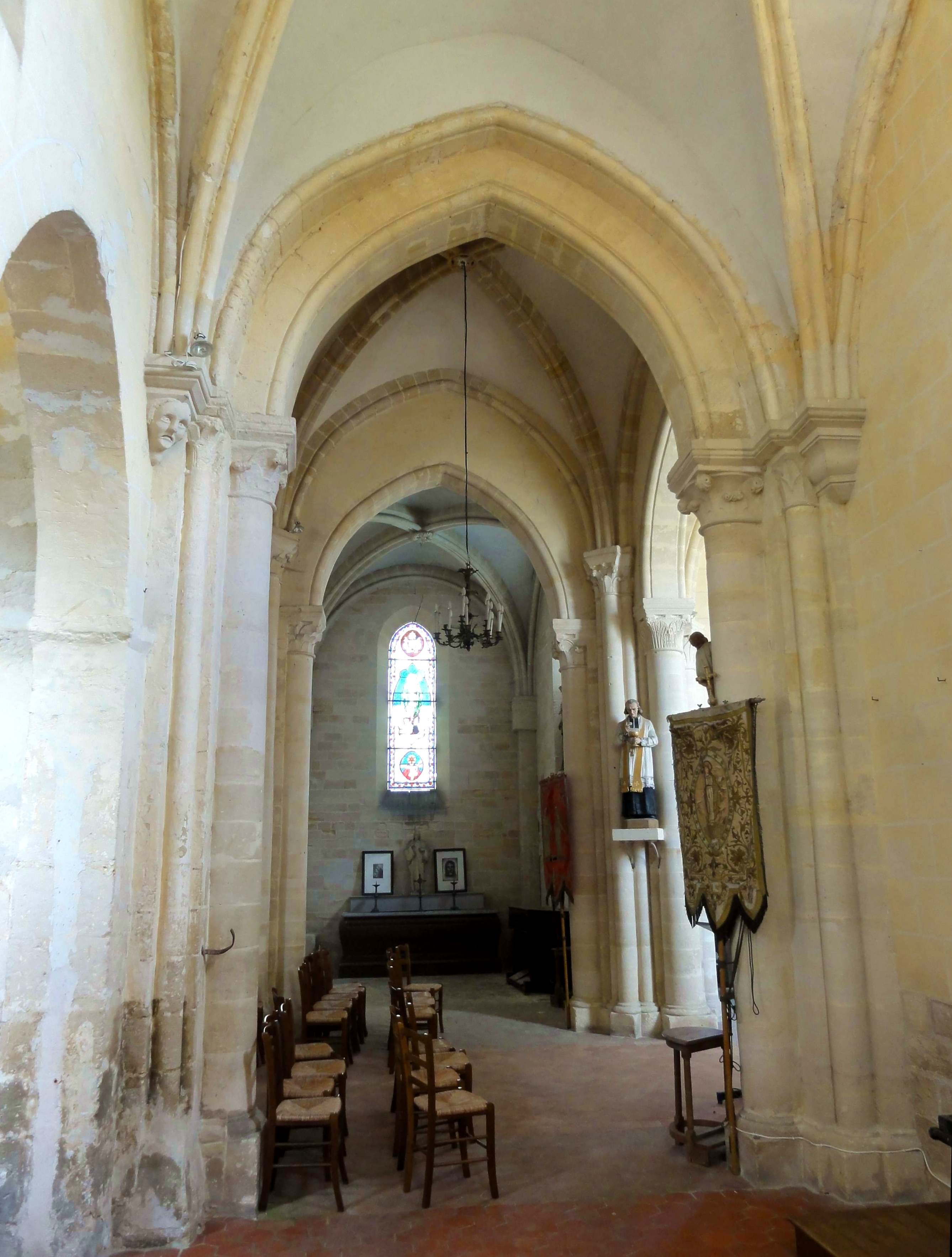
Croisillon sud, vue vers le nord dans la croisée.

Les croisillons ne sont pas carrés, comme la croisée du transept, mais plus profondes (dans le sens nord-sud) que larges, sans quoi leurs murs d'extrémité ne feraient que guère saillie devant les murs des bas-côtés. À l'est des croisillons, il n'y a ni chapelles latérales, ni niches d'autel, mais de simples murs. Au moins dans le croisillon sud, l'on observe toutefois les traces d'une petite arcade en tiers-point bouchée, qui est trop grande pour correspondre à une piscine liturgique. Il peut s'agir d'un ancien enfeu. Le jour entre par des lancettes simples faiblement ébrasées. Celles pratiquées dans les murs occidentaux sont bouchées. — Les deux croisillons communiquent avec la croisée du transept par des arcs-doubleaux à double rouleau. Le rouleau inférieur est mouluré d'un méplat entre deux tores dégagés, comme le plus souvent à la première période gothique, et le rouleau supérieur est mouluré de même. Plus habituellement, le rouleau supérieur est moins saillant, et se compose seulement d'un tore de chaque côté. Le rouleau inférieur retombe sur des colonnettes à chapiteaux d'un assez fort diamètre. Vers les croisillons, le rouleau supérieur retombe sur des colonnettes à chapiteaux nettement plus fines, qui sont logées dans des ressauts des piles du clocher. À l'intérieur de la croisée du transept, la disposition est différente ; elle sera thématisée dans le chapitre ci-dessous.
Dans les angles nord-ouest et nord-est du croisillon, les ogives et les formerets latéraux (il n'y en a pas au nord) sont reçus sur des culs-de-lampe. L'un est sculpté d'une tête humaine ; l'autre est seulement décoré de moulures. Le recours à des culs-de-lampe dans les croisillons n'est pas exceptionnel à l'époque de construction. Comme autres exemples, l'on peut citer Condécourt, Glaignes, Nointel, Pondron, Rocquemont, ou le chœur-halle de Brenouille. Par ailleurs, la clé de voûte arbore également une tête humaine. Dans les angles sud-ouest et sud-est, la disposition est plus curieuse, et plus propice aux croisées du transept. Les tailloirs uniques qui reçoivent à la fois l'ogive et les formerets reposent sur des faisceaux de trois fines colonnettes à chapiteaux, comme à la croisée du transept de Puiseux-Pontoise (angle sud-est). Lors d'une restauration malencontreuse, les intervalles entre les colonnettes ont été bouchées, presque jusqu'au sommet. Quant au profil des ogives, il consiste en une arête entre deux tores, ce qui est l'un des profils les plus répandus depuis le milieu du XIIe siècle, et les formerets sont toriques. Le long des murs latéraux, ils épousent un profil en plein cintre, ce qui résulte sans doute du rapport entre profondeur et largeur des travées. L'arcade vers le bas-côté n'est pas mouluré, et à un seul rang de claveaux, si l'on considère comme formeret le second rang de claveaux qui existe à l'ouest de cette arcade. Pour venir au croisillon nord, il ne suscite que peu de remarques. Primitivement, il devait être analogue au croisillon sud. Lors d'une restauration inaboutie, les chapiteaux et culs-de-lampe ont été remplacés par des blocs cubiques, qui n'ont finalement jamais été sculptés, comme à certains endroits des églises Chars, Cinqueux et Jouy-le-Comte.

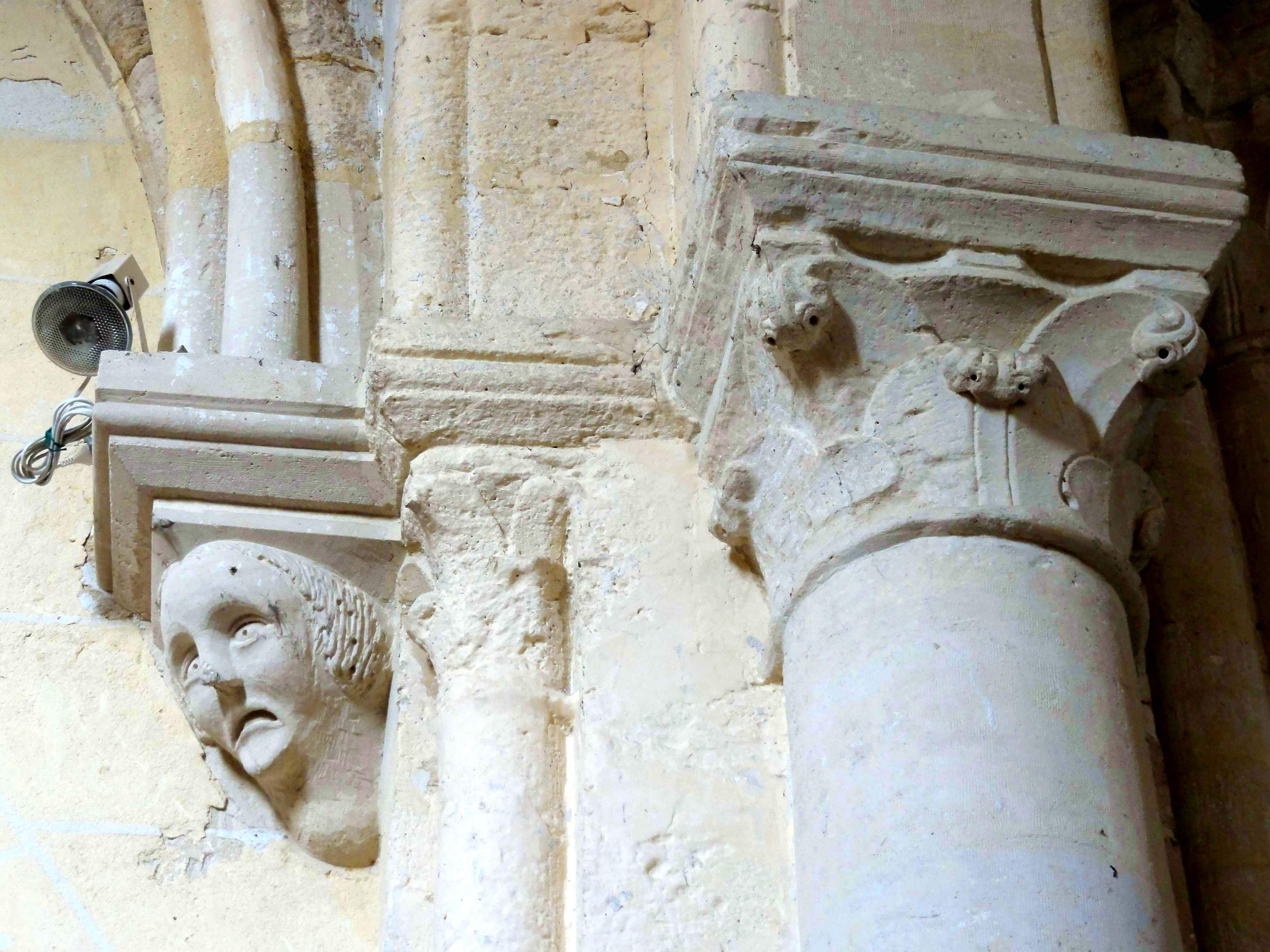
Croisillon sud, supports dans l'angle nord-ouest.
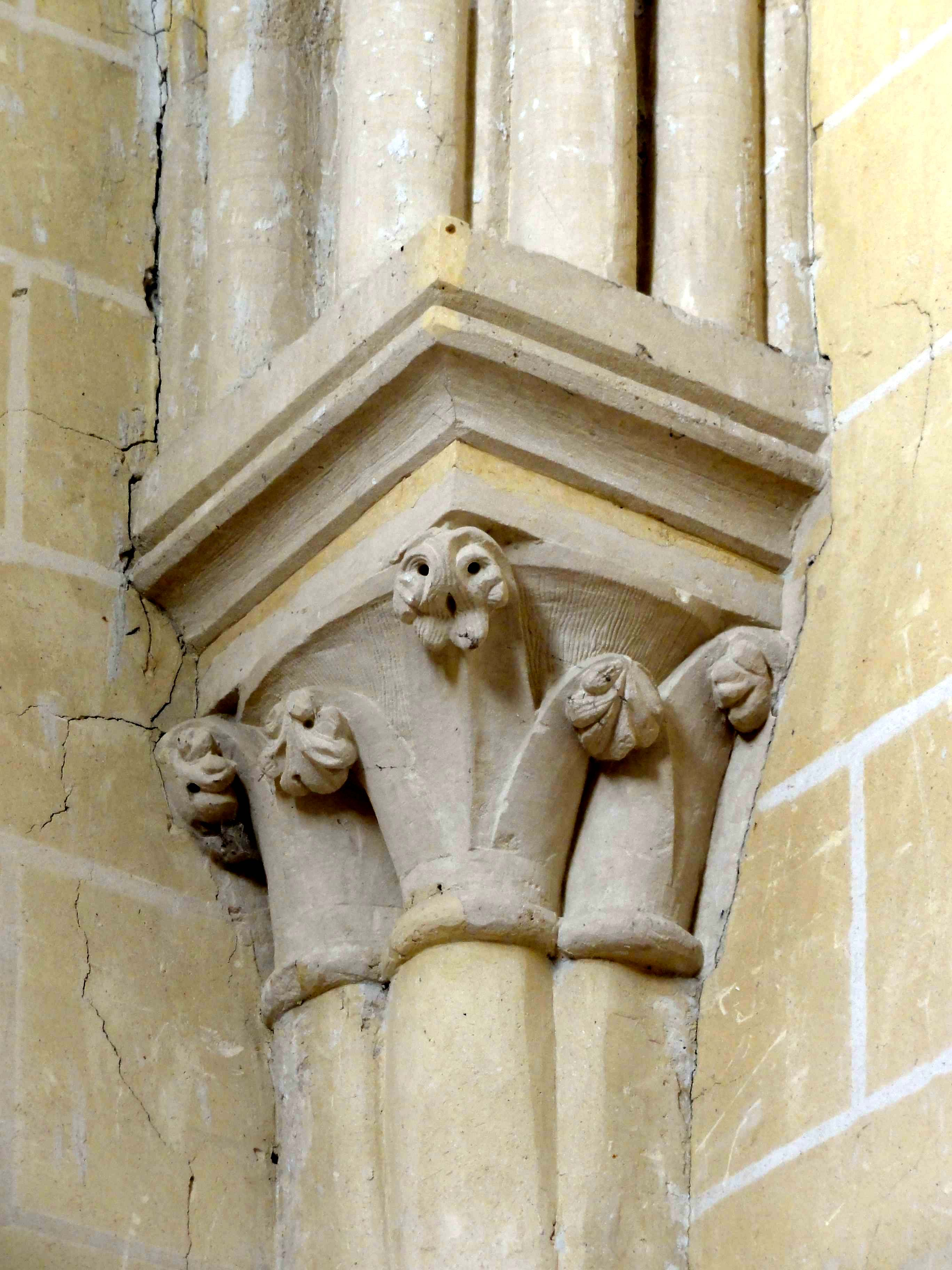
Croisillon sud, chapiteaux dans l'angle sud-ouest.
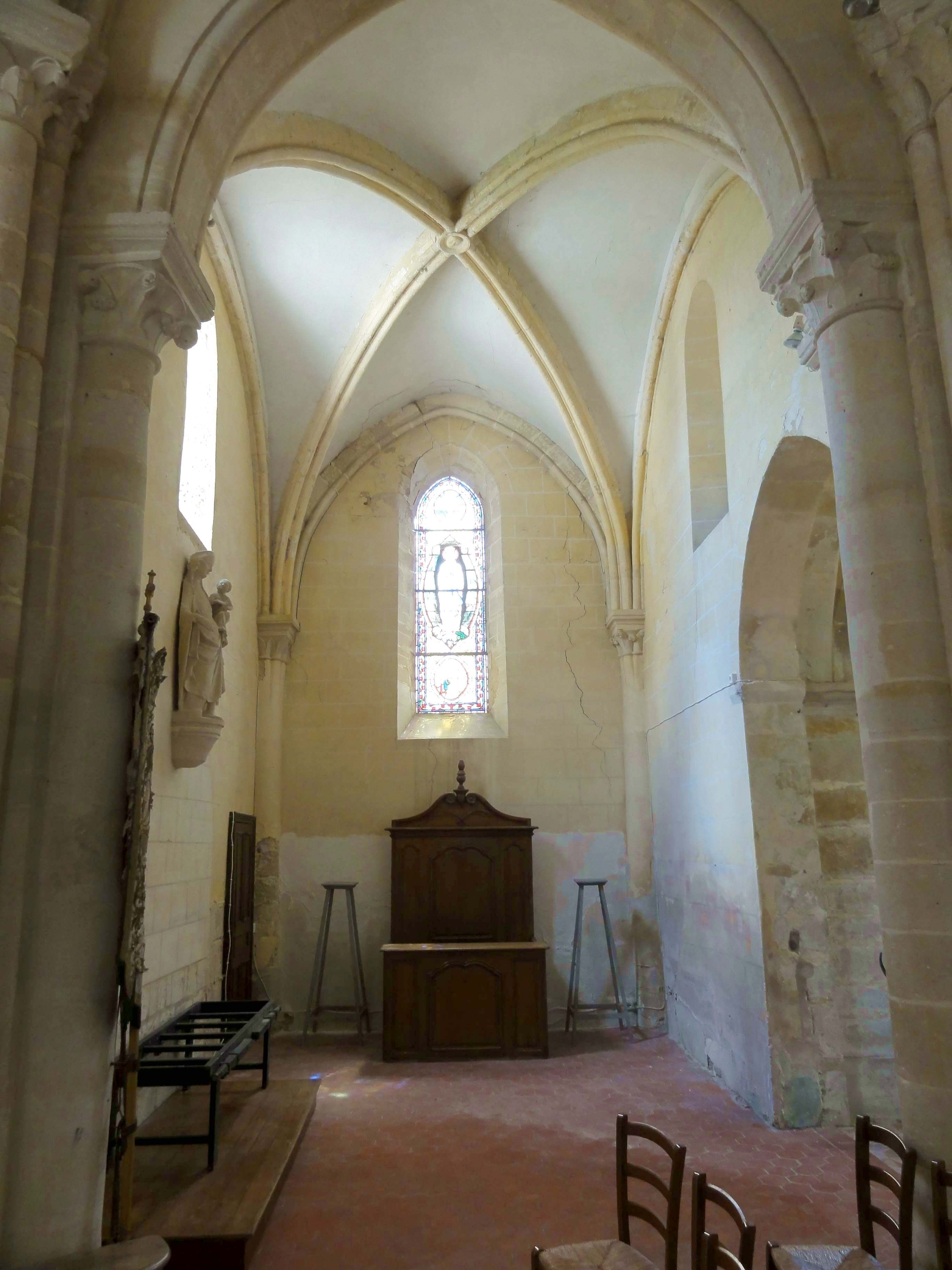
Vue dans le croisillon sud.
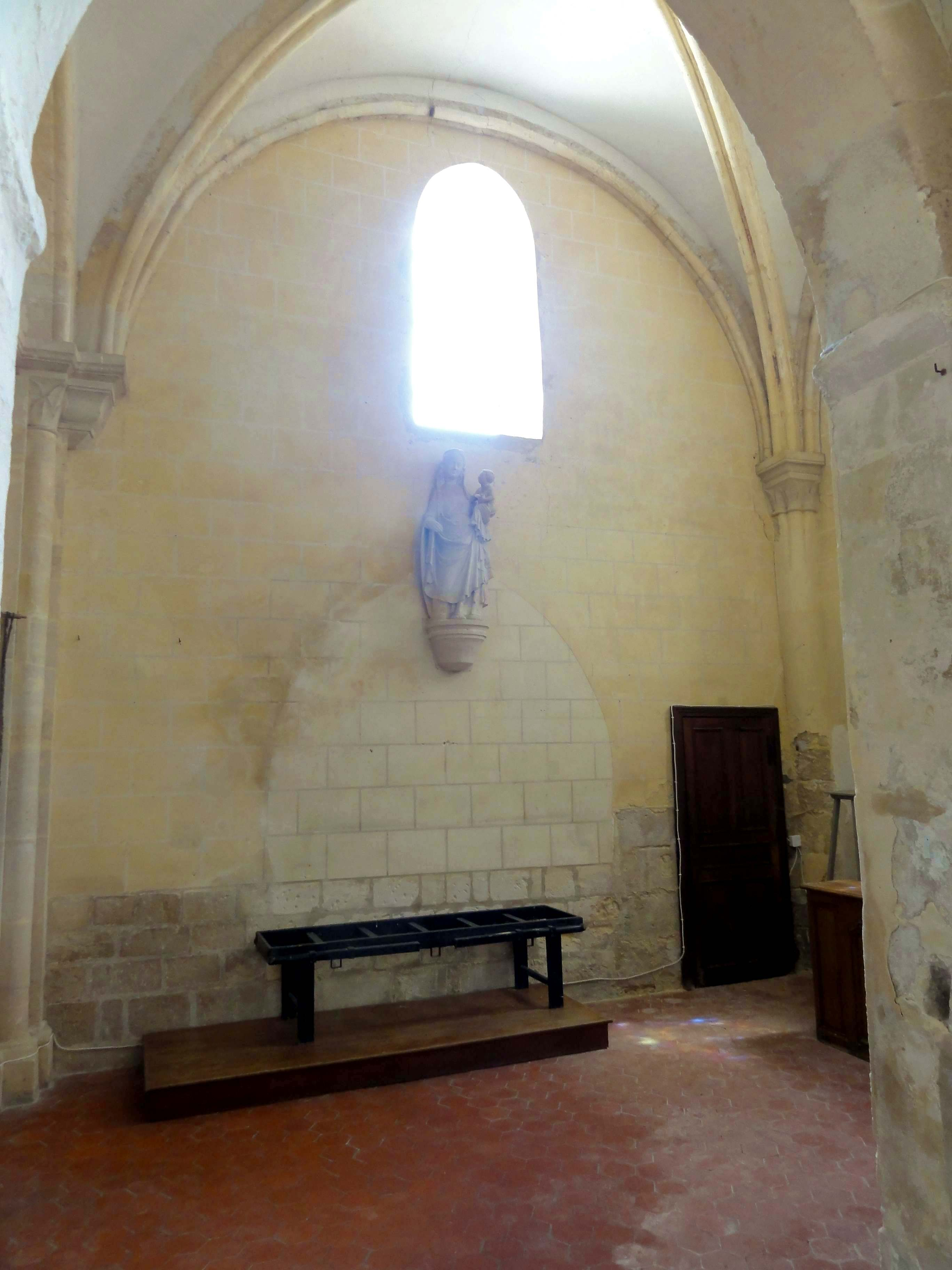
Croisillon sud, vue vers l'est.
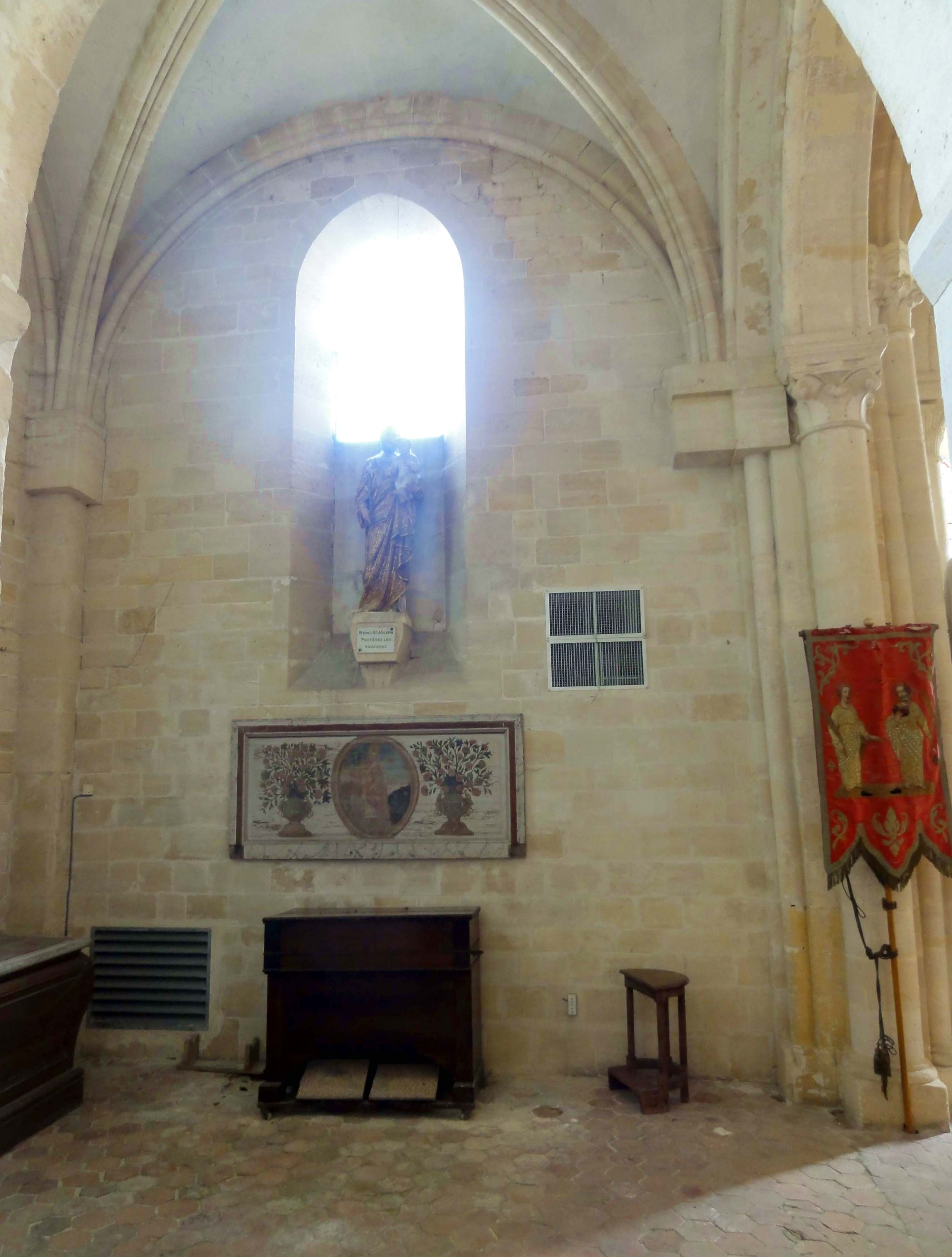
Croisillon nord, vue vers l'est.
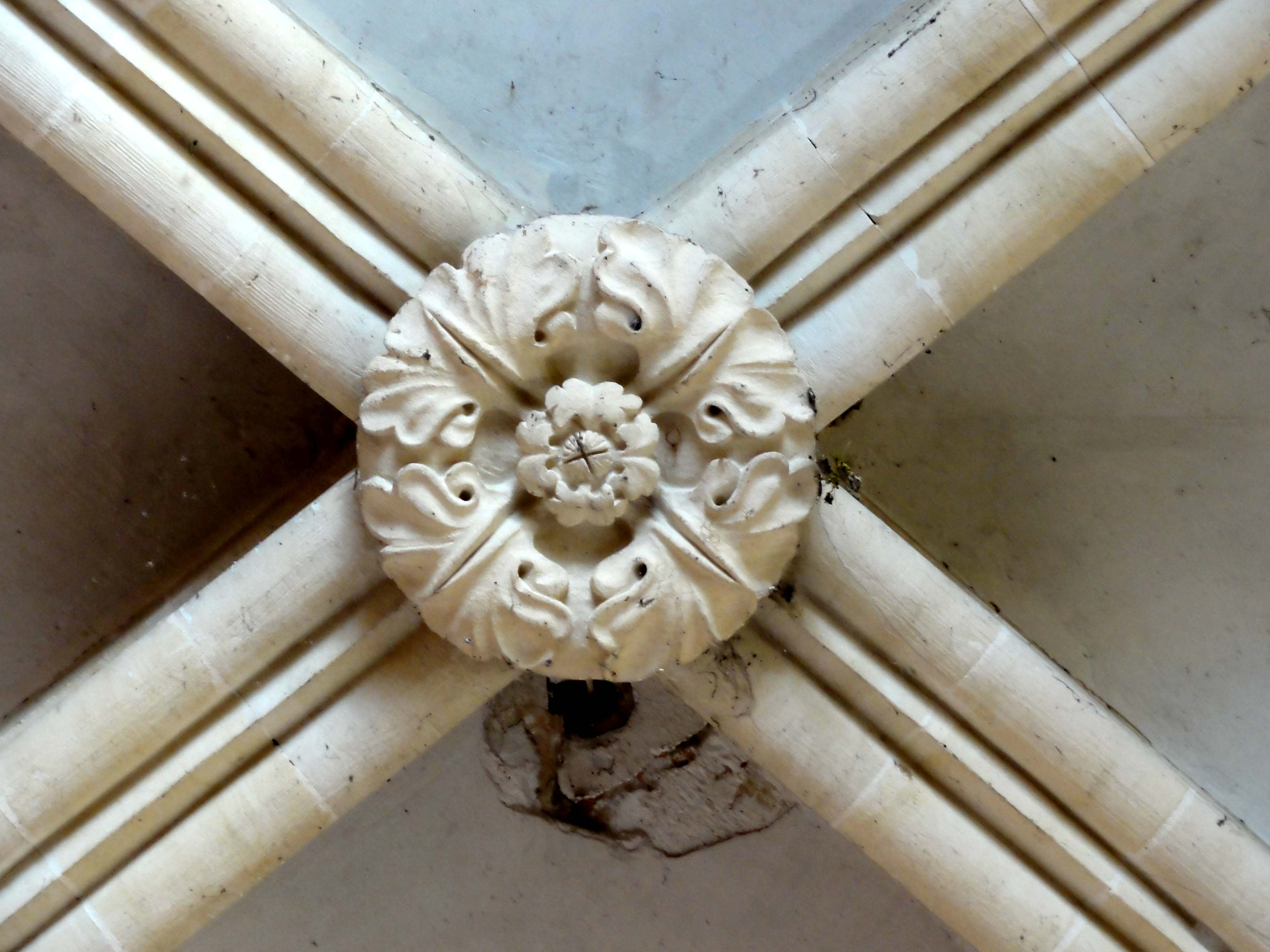
Croisillon nord, clé de voûte.

#### Croisée du transept et chœur

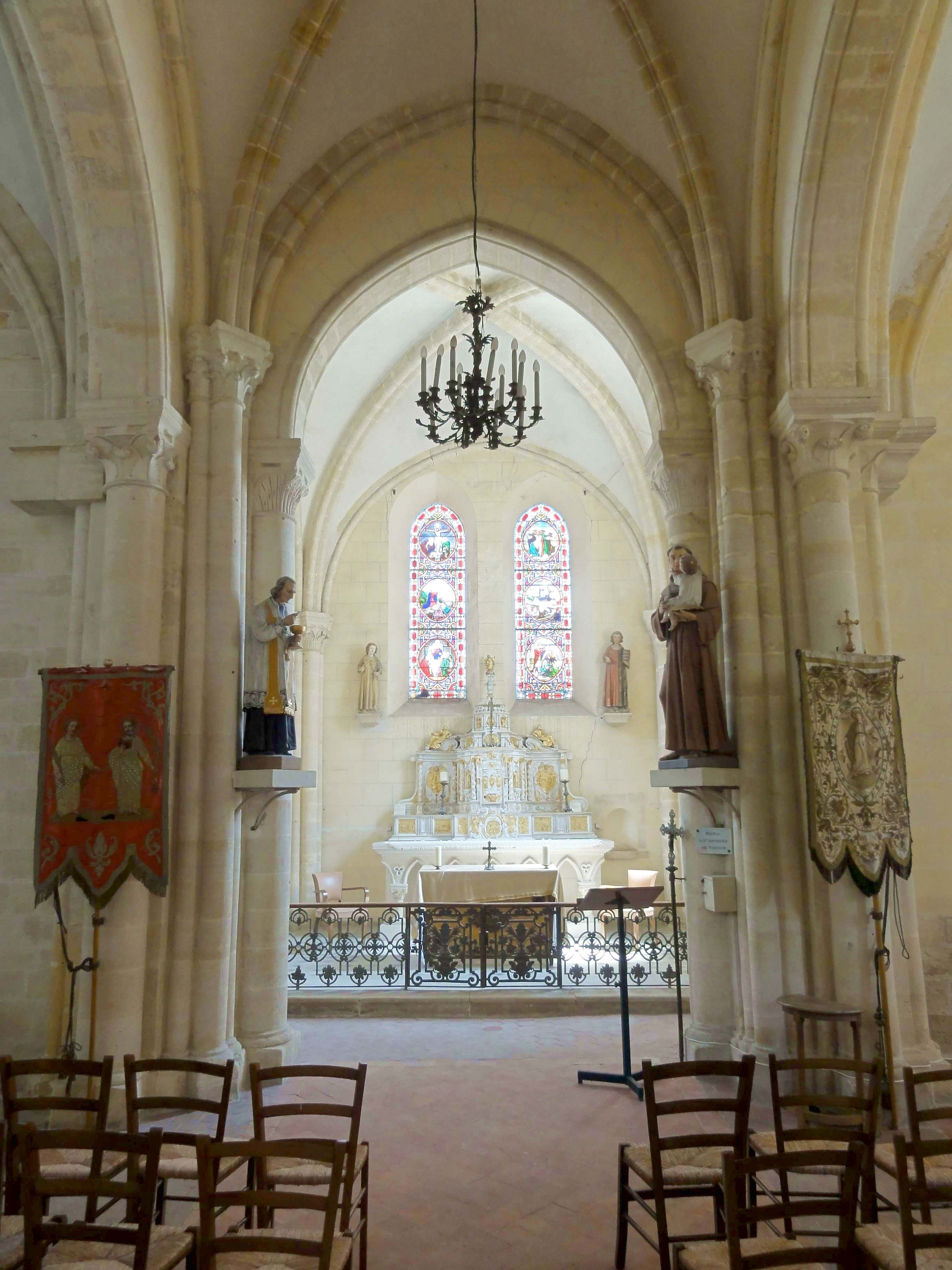
Croisée, vue vers l'est.

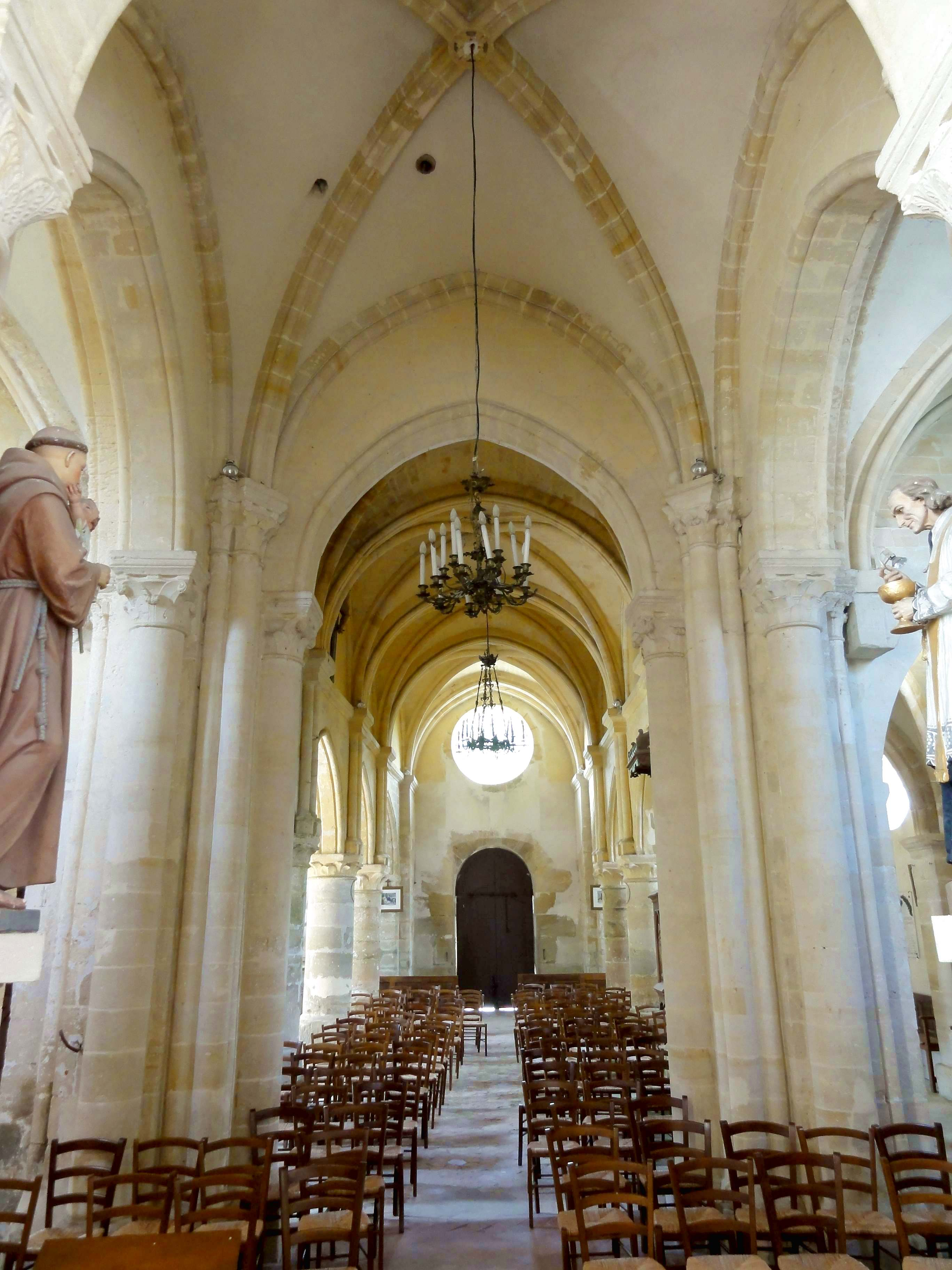
Croisée, vue vers l'ouest.

La croisée du transept est atypique, car bien que sa voûte se situe à la même hauteur que celles des travées avoisinantes, les quatre doubleaux sont plus bas. De ce fait, les supports des doubleaux sont dissociés de ceux des voûtes, et des formerets existent au-dessus des doubleaux. Ceux-ci sont à simple rouleau vers l'intérieur de la croisée du transept, mais à double rouleau vers l'extérieur, avec une disposition analogue aux croisillons côté nef (sauf qu'un formeret s'y ajoute). Le doubleau oriental vers le chœur forme toutefois une exception, car il est à simple rouleau des deux côtés. À l'intérieur de la croisée, les formerets et les ogives retombent sur les tailloirs de faisceaux de trois colonnettes à chapiteaux, dissociés des supports des doubleaux, ce qui évoque la nef de Gaillon-sur-Montcient, le chœur d'Ableiges et les angles du chevet d'Hadancourt-le-Haut-Clocher. Contrairement aux croisillons, il y a autant de chapiteaux que de colonnettes, et pas de culs-de-lampe. Ces chapiteaux sont situés un peu plus haut que ceux des doubleaux. Ceux correspondant aux ogives sont plantés de biais, perpendiculairement aux ogives, ce qui est la disposition la plus courante à l'époque de construction. Elle est déjà connue à la fin de la période romane. C'est également le cas de la hiérarchisation des diamètres des fûts. En effet, les fûts réservés aux formerets sont plus minces que ceux réservés aux ogives, qui, quant à eux, sont plus fins que ceux destinés aux rouleaux inférieurs des arcs-doubleaux. En ce qui concerne les corbeilles des chapiteaux, l'on observe qu'elles sont, au contraire, toujours de la même hauteur, ce qui confère aux chapiteaux des petits fûts un caractère effilé. Les corbeilles sont sculptées de crochets autrement élaborés et plus soignés que ceux de la nef, qui sont parfois disposés sur trois rangs, ce qui est rare. La clé de voûte, qui est une petite rosace de feuillages ajourée, est nettement gothique. Le profil des ogives, qui présentent une arête entre deux tores comme dans les croisillons, est trop longtemps employé pour pouvoir servir à une datation précise.
Selon Charon, Hénin et al., « le chœur à chevet plat, du XIIIe siècle, possède un chapiteau du XIIe siècle orné d'un animal à tête monstrueuse ». Ce n'est pas exact, car ce chapiteau de la première moitié du XIIe siècle avait été utilisé comme socle, et ne fait donc pas partie de l'édifice actuel. Il a été déposé et a longtemps été exposé dans le bas-côté sud, et est maintenant conservé en mairie (voir aussi le chapitre Mobilier). L'architecte des bâtiments de France s'interroge : « Est-ce une insuffisance dans les crédits alloués à cette époque ? mais le chœur semble être trop court ». Sa profondeur est de 6 m. Il évoque les croisillons, mais le voûtement est analogue à la croisée du transept. Latéralement, le jour entre par des lancettes simples, qui s'ouvrent au-dessus d'un long glacis. Le chevet n'est pas percé d'un triplet, mais de seulement deux lancettes. Elles sont fortement ébrasées, ce qui indique une plus grande ancienneté du chœur par rapport aux croisillons. Au XIIe siècle, l'ébrasement est utilisé pour améliorer l'éclairage par la lumière naturelle, tout en limitant les surfaces vitrées. Bien que s'agissant du sanctuaire, les fenêtres ne sont pas décorées. Dans son ensemble, le chœur paraît bien sobre.
Nonobstant, la sculpture des chapiteaux atteint un niveau de qualité remarquable, qui est largement supérieure à celle des chapiteaux de la nef. Comme déjà évoqué, les motifs sont des feuilles d'acanthe, parfois combinées à des volutes et traités à l'antique, ou des feuilles d'eau. Dans les environs, les églises du Bellay-en-Vexin et de Chars possèdent également des chapiteaux de feuilles d'acanthe, et dans le département voisin de l'Oise, les églises de Catenoy, Foulangues, Noël-Saint-Martin (commune de Villeneuve-sur-Verberie), Saint-Germer-de-Fly. Tous ces édifices, ou les travées concernées, sont un peu antérieurs au milieu du XIIe siècle. On peut ajouter à l'énumération l'avant-nef de la basilique Saint-Denis, qui date de 1145 environ. Le motif de la feuille d'eau, plus simple, est assez largement répandu, et demeure fréquent jusqu'à la fin du XIIe siècle. Par la sculpture, le chœur de Bréançon illustre bien la transition du roman vers le gothique. L'ébrasement des fenêtres et les très petites dimensions de la clé de voûte, dont le diamètre équivaut à seulement la moitié de la largeur des ogives, parlent en faveur d'une date de construction un peu antérieure au reste. Mais en raison de l'homogénéité relative de l'ensemble des travées de l'église, et de l'absence de marques claires de l'architecture romane, ceci ne justifie pas de le qualifier de roman.

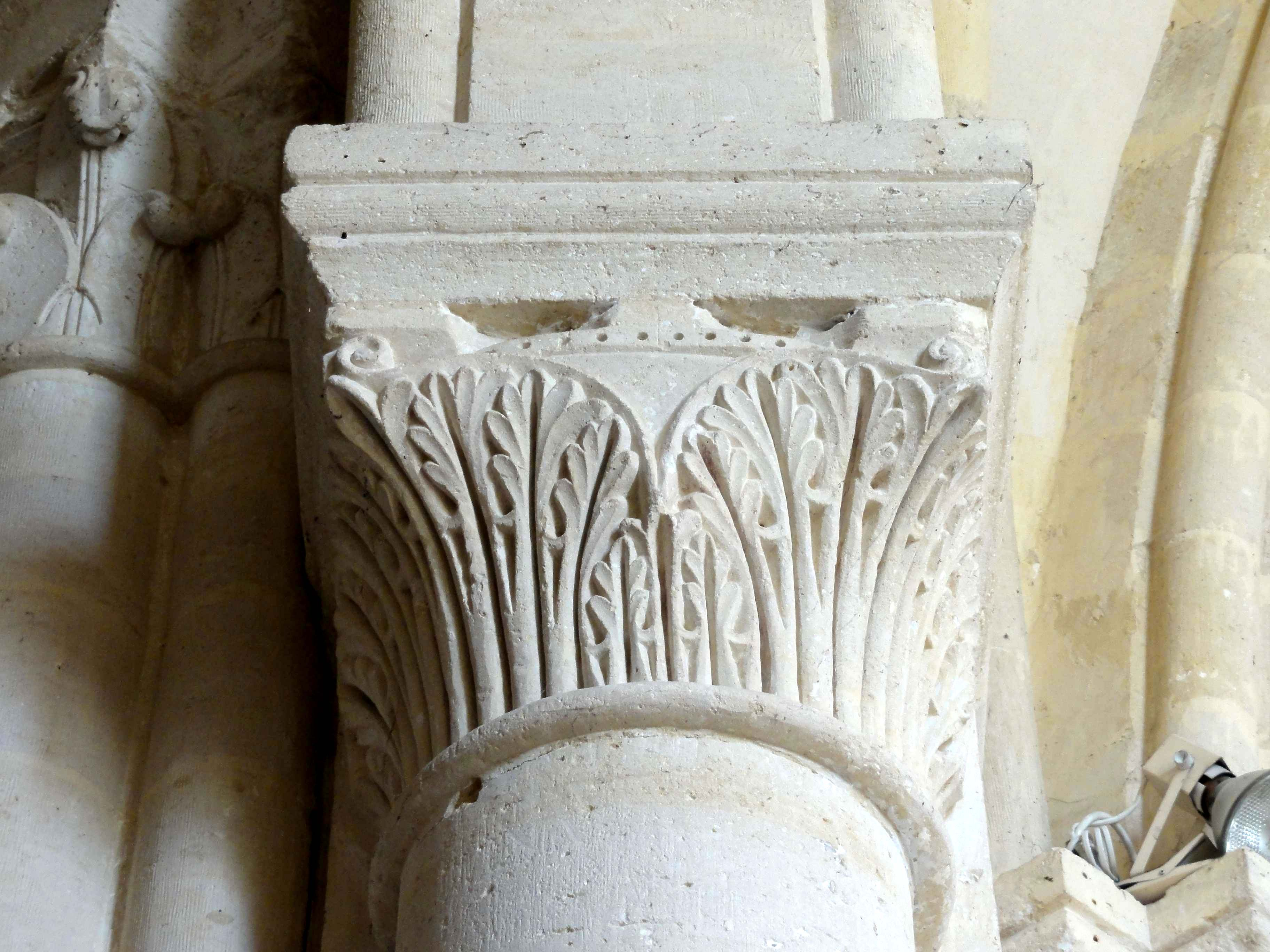
Chapiteau du doubleau entre croisée et chœur.
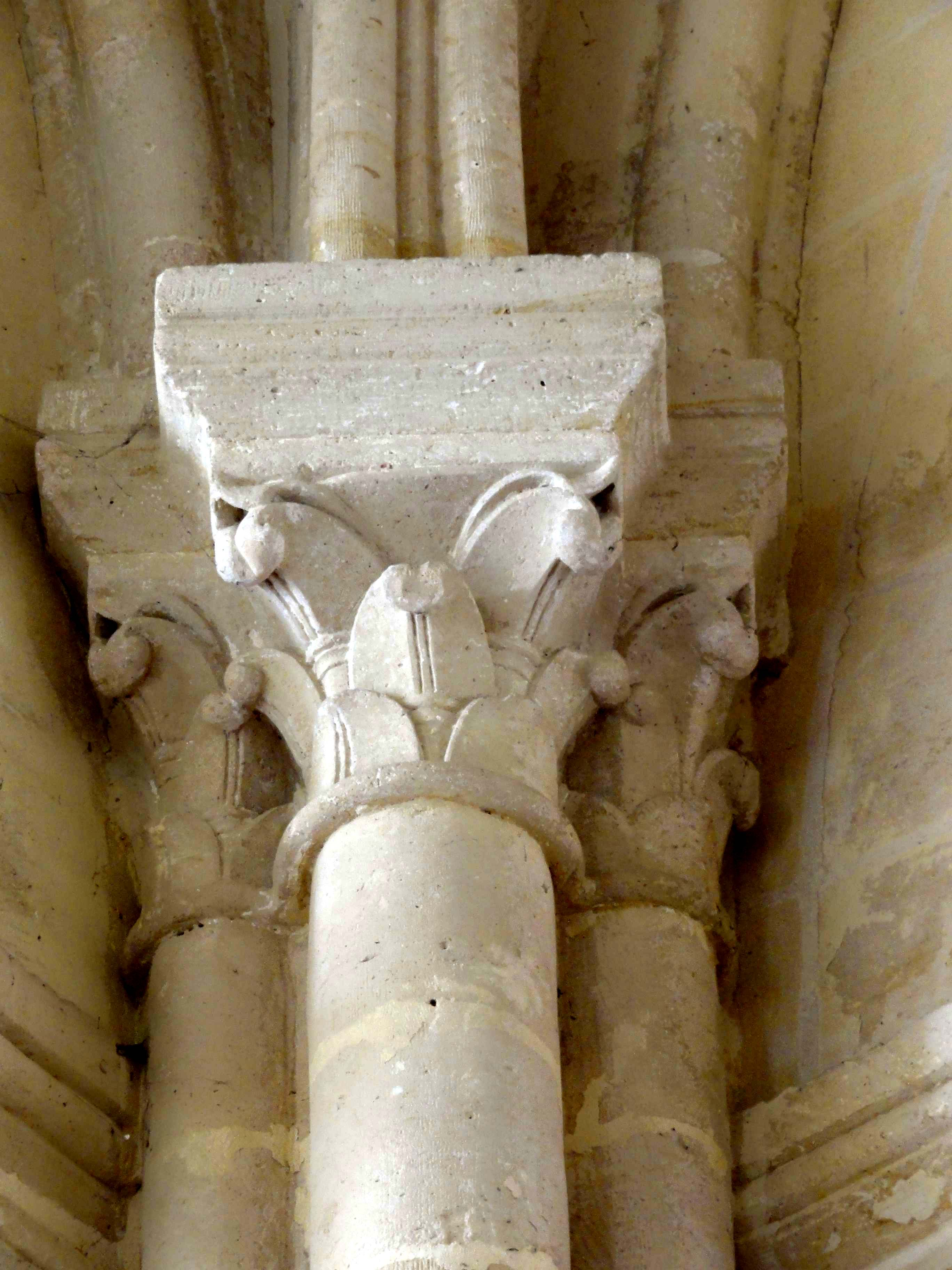
Chapiteaux dans l'angle de la croisée.
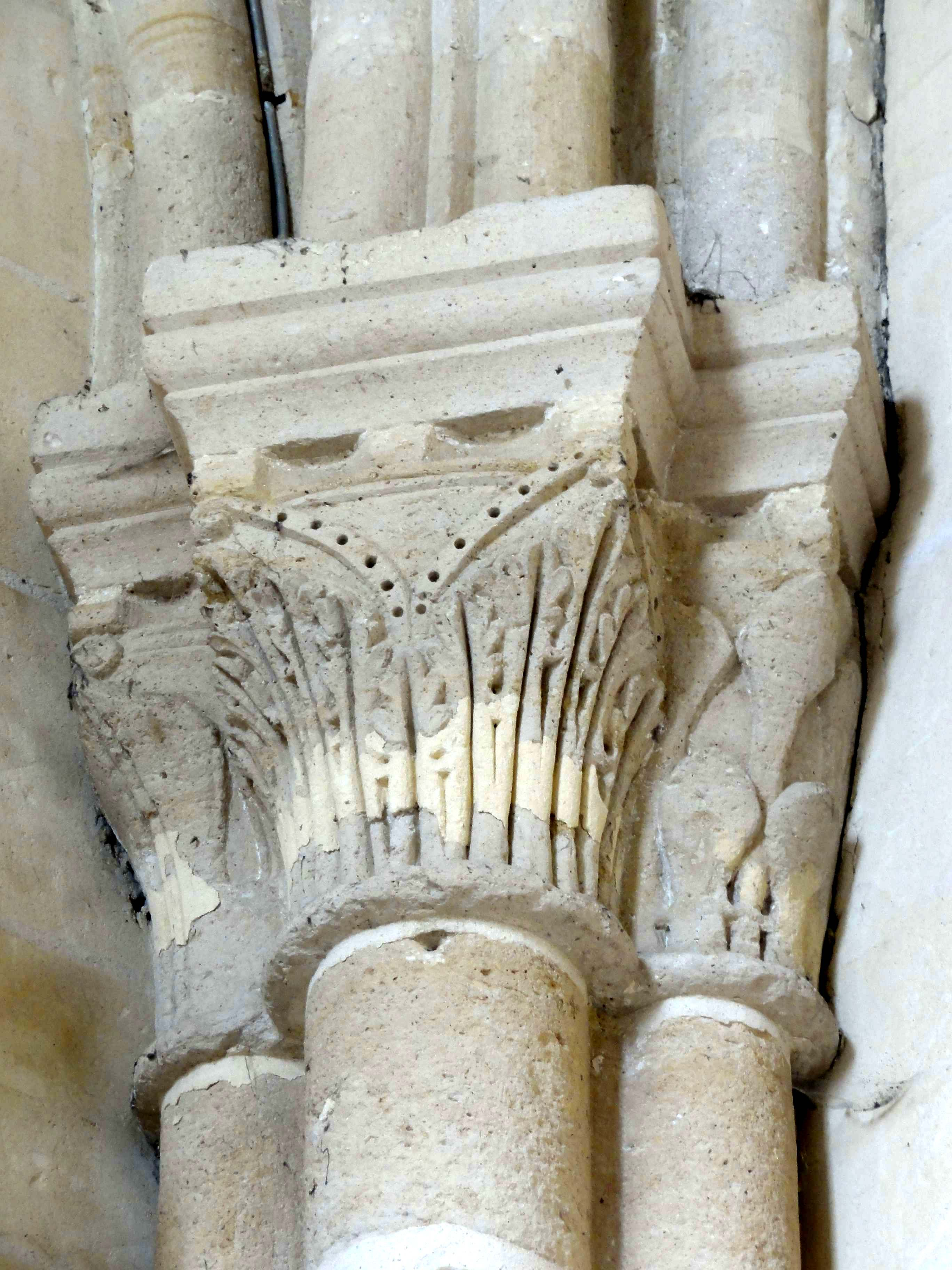
Chapiteaux dans l'angle du chœur.
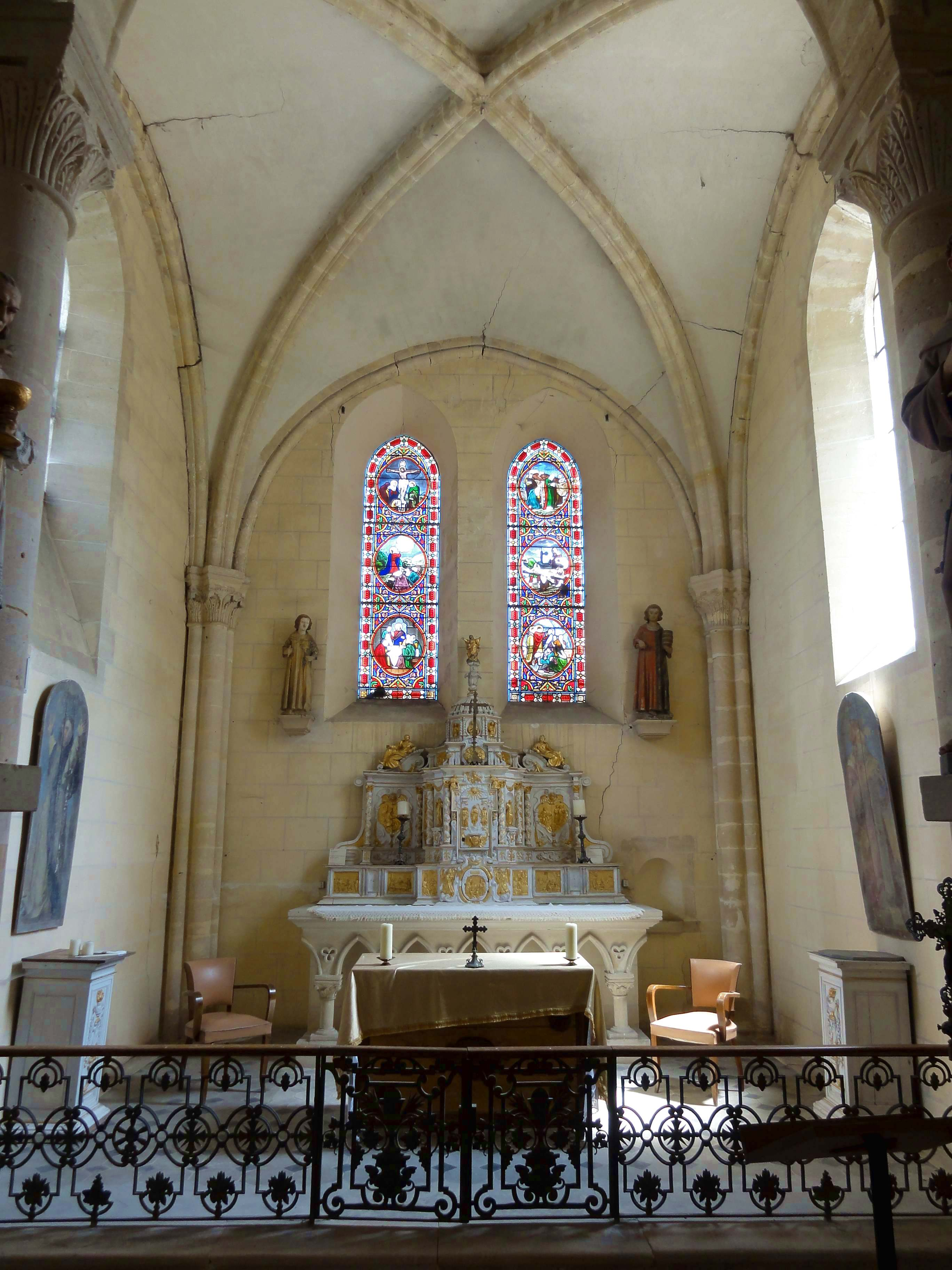
Vue dans le chœur.
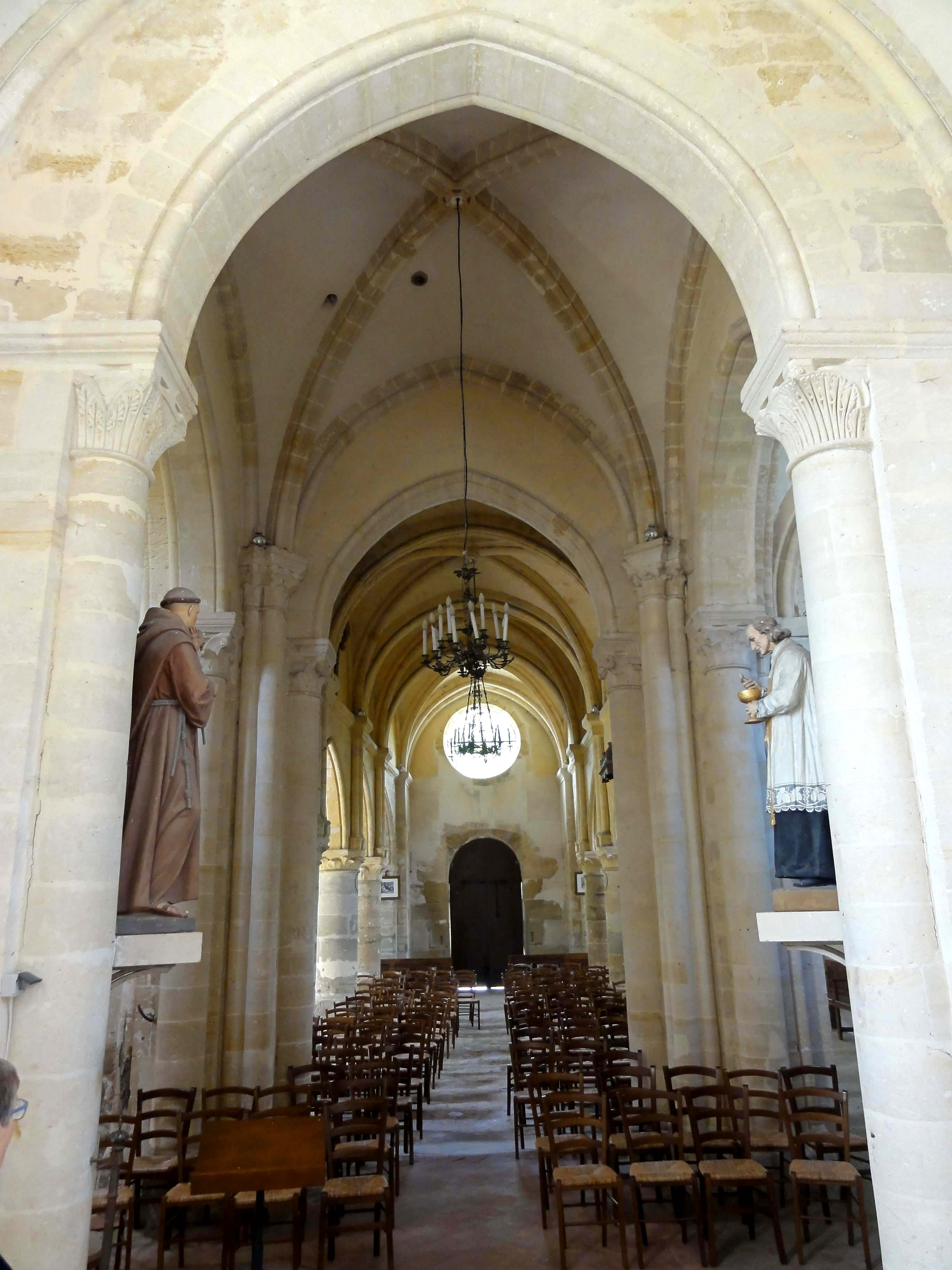
Chœur, vue vers l'ouest.
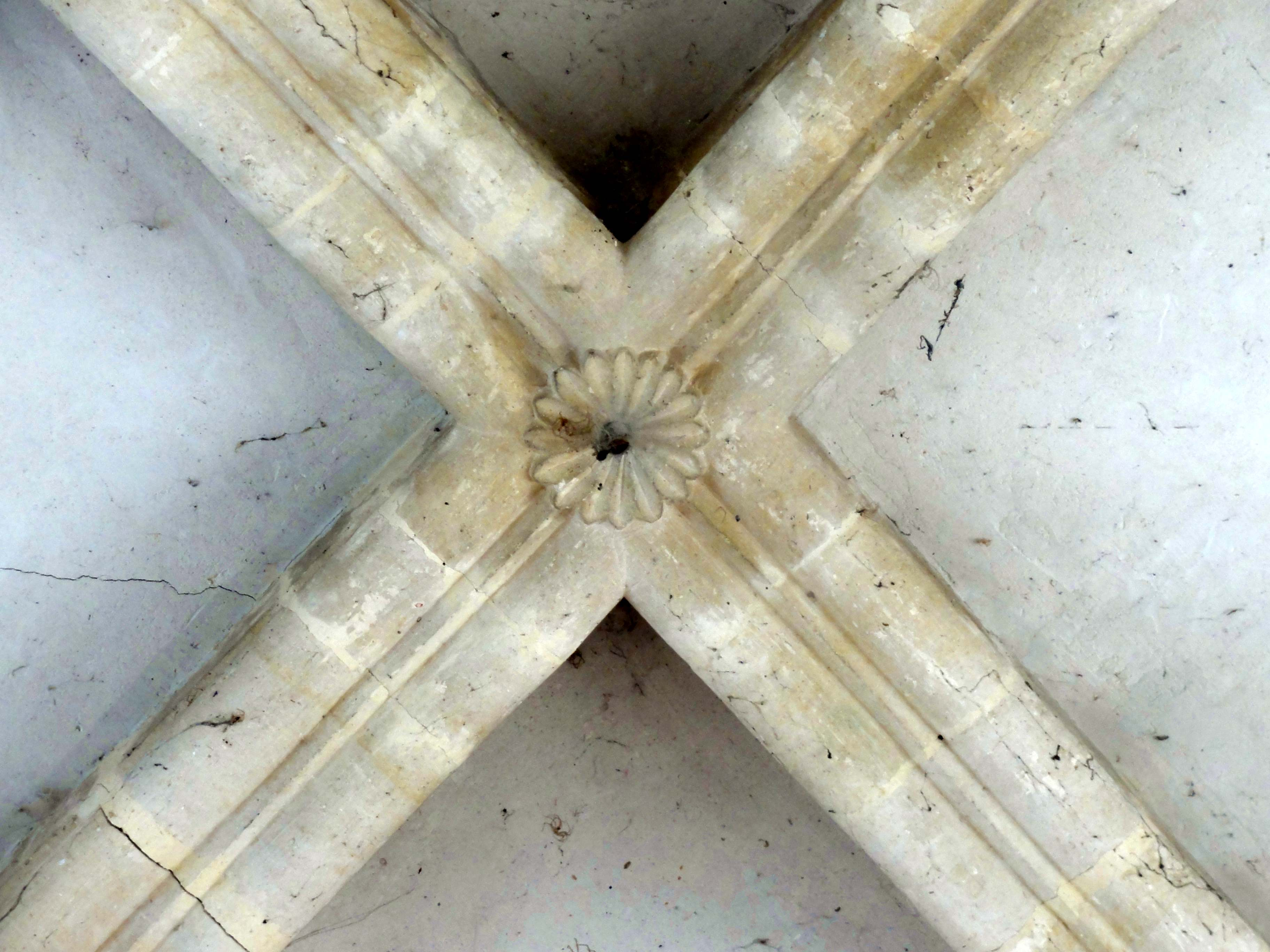
Chœur, clé de voûte.

### Extérieur

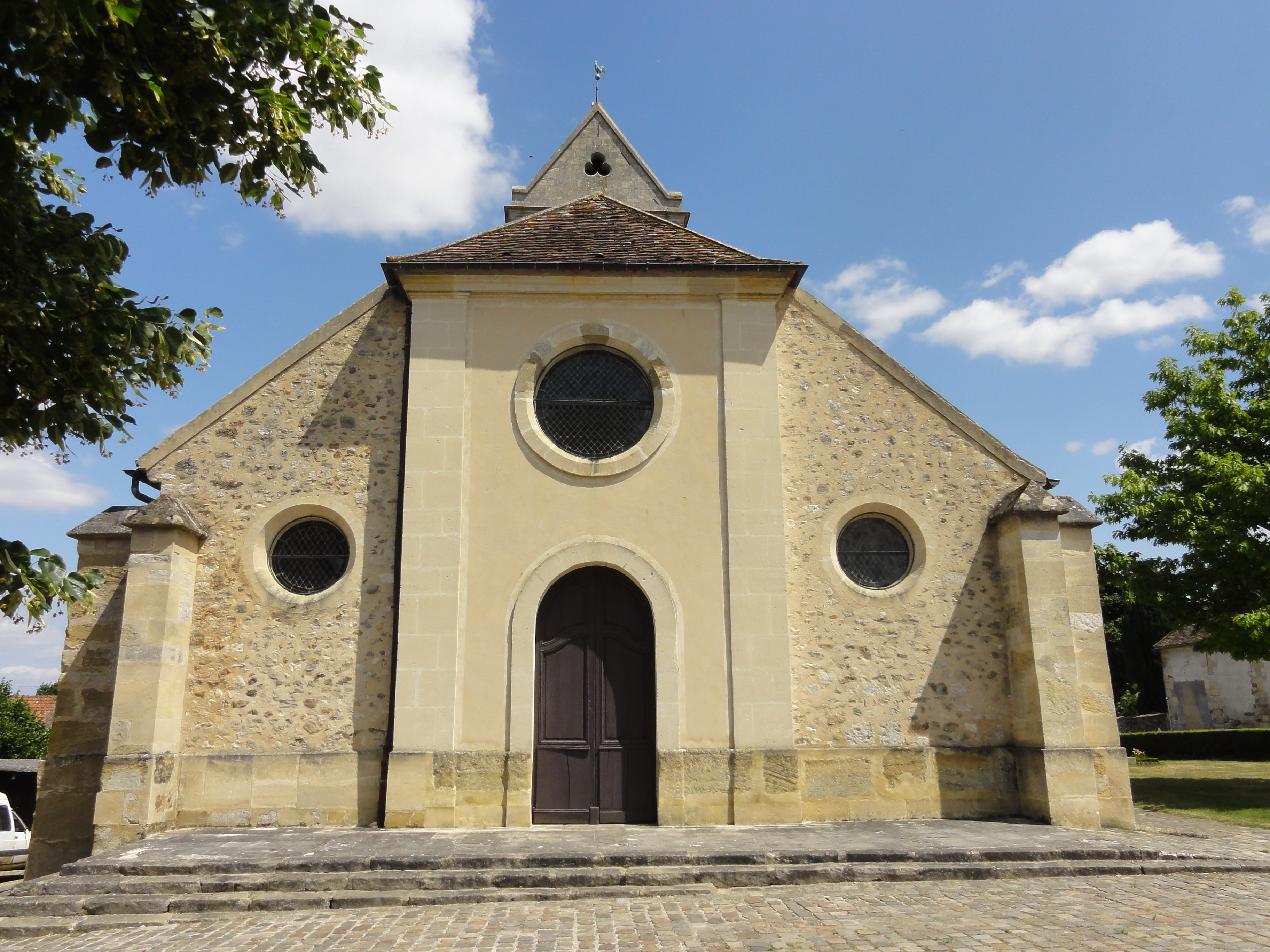
Façade occidentale.

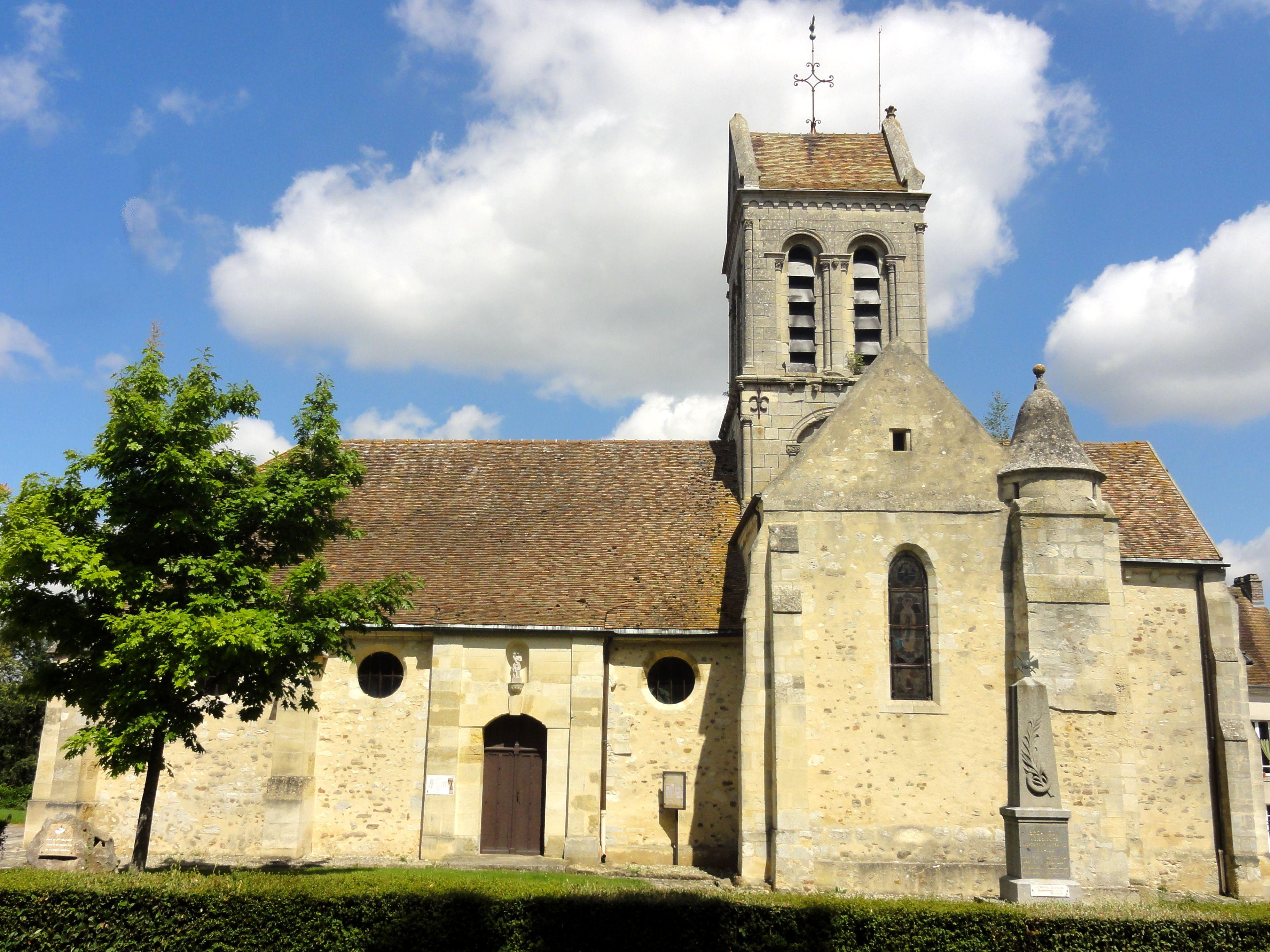
Élévation méridionale.

La façade occidentale est tripartite, et reflète ainsi l'organisation à l'intérieur. Le corps central, qui correspond à la nef, est légèrement saillant, et flanqué de deux pilastres sans chapiteaux, qui supportent une corniche simple. Les pourtours du portail en plein cintre et de l'oculus qui le surmonte sont soigneusement appareillés. Sinon, la surface murale est simplement enduit, et des éléments moulurés ou un décor sculpté font entièrement défaut. À l'exception d'un soubassement formé par deux assises de pierres de taille, les murs des bas-côtés sont constitués de moellons irréguliers noyés dans un mortier. Les deux contreforts orthogonaux qui épaulent les deux angles de la façade, ainsi que les contreforts au nord et le premier contrefort du sud, sont coiffés de chaperons à trois pentes, qui forment larmier. La troisième travée du sud, qui comporte le portail latéral, est légèrement proéminent. Elle est cantonnée de deux contreforts plats, évoquant des pilastres, et bâtie en pierre de taille. Une petite niche à statue surmonte le portail,.
Le clocher en bâtière central est entièrement bâti en pierre de taille, et compte deux étages. Le premier étage est moitié moins élevé que l'étage de beffroi, et sa fonction est de faire émerger celui-ci des toitures. Chacune de ses faces ne compte qu'une seule baie, qui est partiellement obstruée par les toitures, et bouchée au-delà des rampants. Ces baies sont néanmoins soigneusement décorées. Leur archivolte est mouluré d'un tore et d'une arête, ce qui est rare, et retombe sur les tailloirs de chapiteaux sculptés de palmettes, portés par des colonnettes appareillés. En plus, une colonnette à chapiteau orne chacun des angles de l'étage, sans atteindre toutefois la corniche, qui est formée par des mascarons supportant une tablette. L'étage de beffroi, qui a été imaginé par l'architecte de la restauration de 1894, se caractérise par des chapiteaux d'inspiration gothique, alors que ses deux baies géminées par face sont en plein cintre, comme à la période romane. Le décor reste sobre. Les baies elles-mêmes sont étroites, et leurs piédroits et archivoltes sont nus. À une certaine distance de l'ouverture, deux colonnettes à chapiteaux et une archivolte moulurée suggèrent une baie plus grande. Une tête d'homme se profile en haut du trumeau séparant les deux baies méridionales : il pourrait s'agir de l'effigie d'une personne liée à la reconstitution du clocher. La corniche de petites arcatures en plein cintre ne paraît guère vraisemblable, et semble dérivé de la corniche beauvaisine,.
Les croisillons sont bâtis en moellons irréguliers noyés dans un mortier, et possèdent des corniches de modillons cubiques, qui se détachent devant une tablette taillée en biseau. Une tourelle d'escalier assez curieuse flanque l'angle sud-est du croisillon sud. En effet, ses murs reprennent exactement la silhouette des contreforts de cette partie de l'édifice, qui sont scandés de deux glacis très pentus formant larmier, et s'amortissent par un glacis analogue. Les petits jours sous la forme de meurtrières sont tous placés dans l'angle entre les deux contreforts, l'endroit où ils sont le moins mis en évidence. En guise de toiture, la tourelle est coiffée d'un dôme en pierre évoquant la forme d'une cloche. Le mur oriental du croisillon sud présente un toit en appentis immédiatement en dessous de la fenêtre, et la partie inférieure du mur est placée en avant. C'est ici qu'une arcade bouchée est visible depuis l'intérieur, et l'hypothèse d'un enfeu semble se confirmer. En ce qui concerne le chœur, ses murs et ses contreforts sont analogues aux croisillons. Comme particularité, le mur du chevet est épaulé par un contrefort central entre les deux fenêtres. La corniche est plus aboutie, et ressemble à celle du premier étage du clocher.

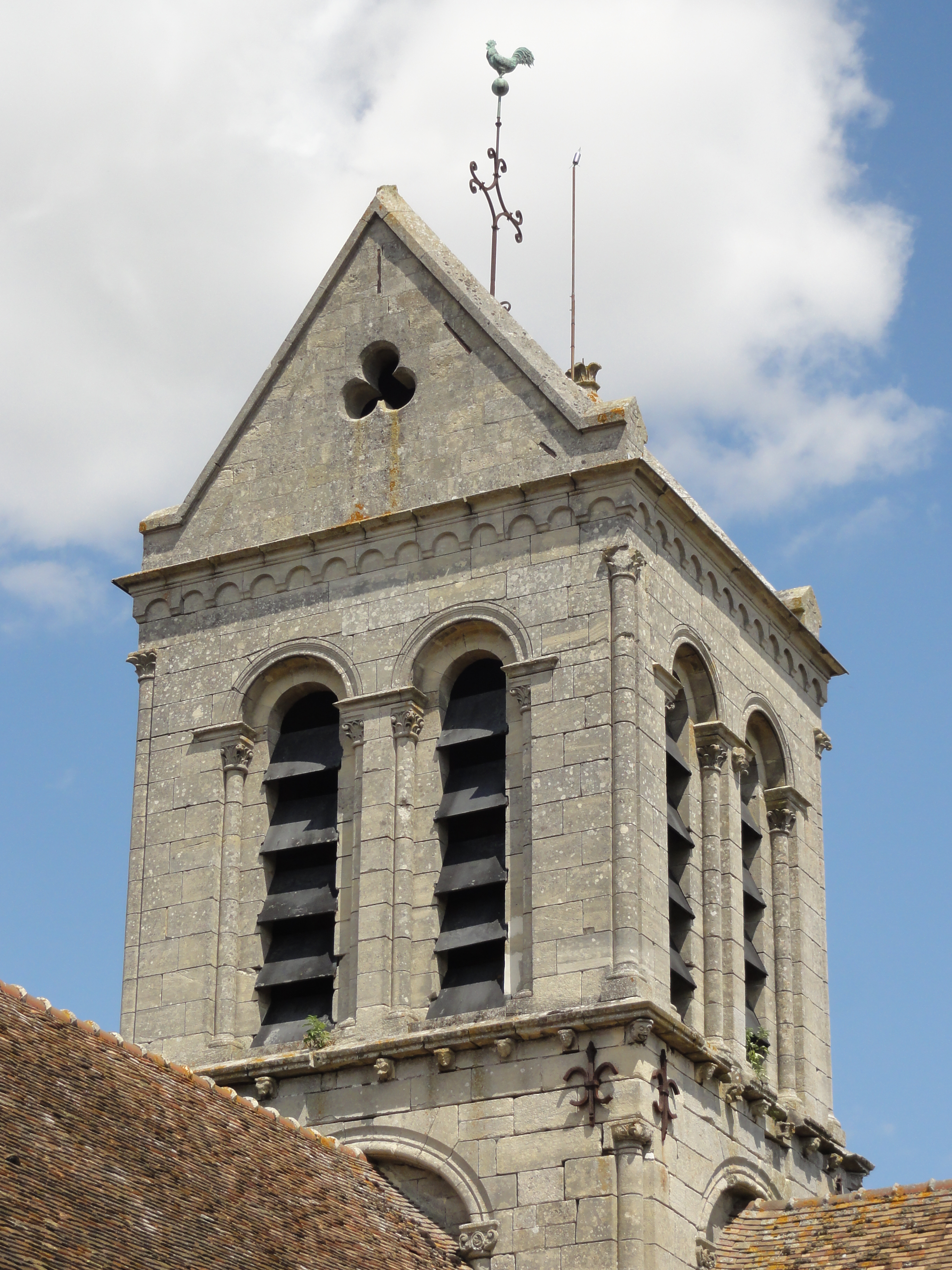
Clocher, côté sud-ouest.
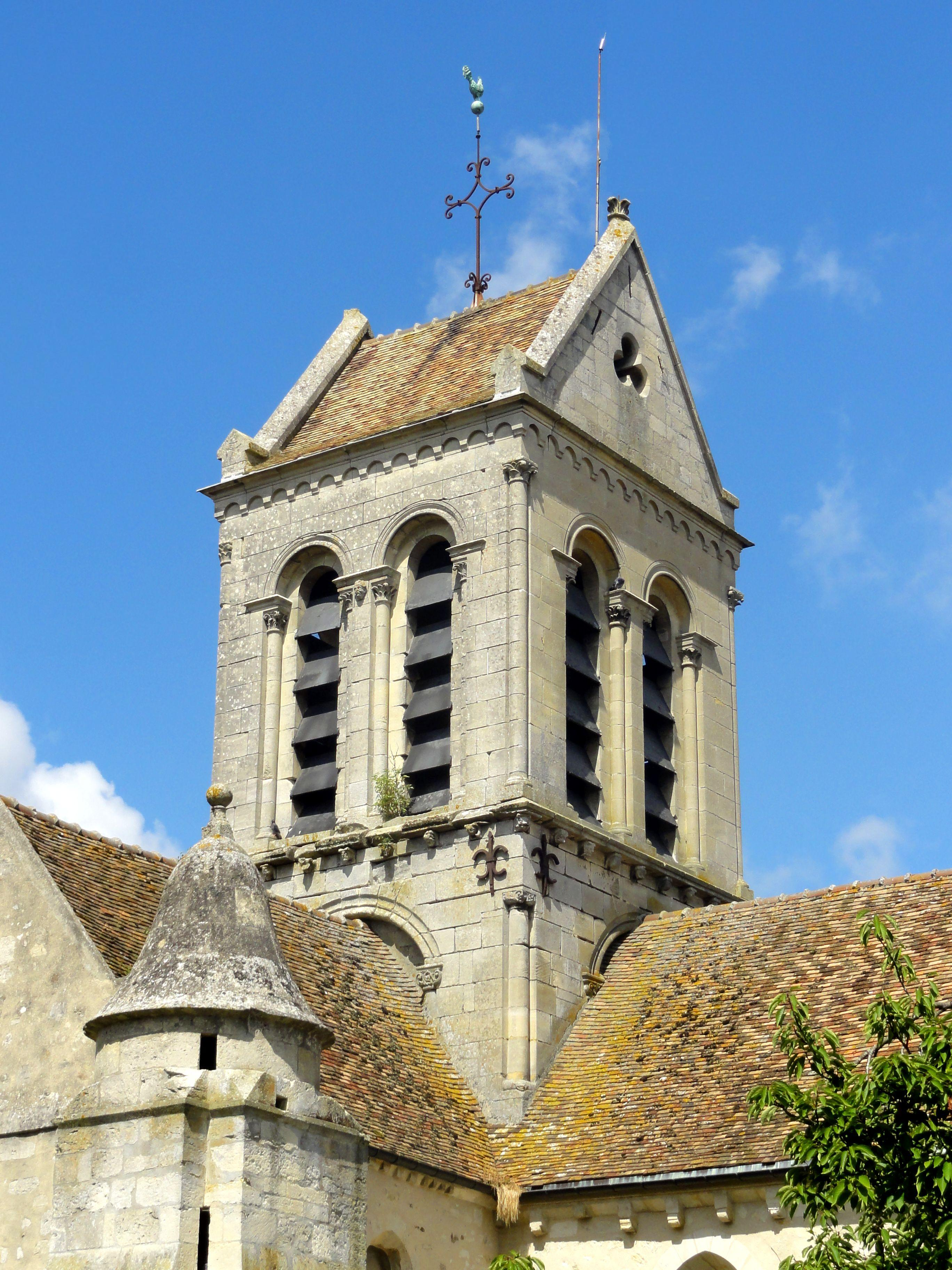
Clocher, côté sud-est.
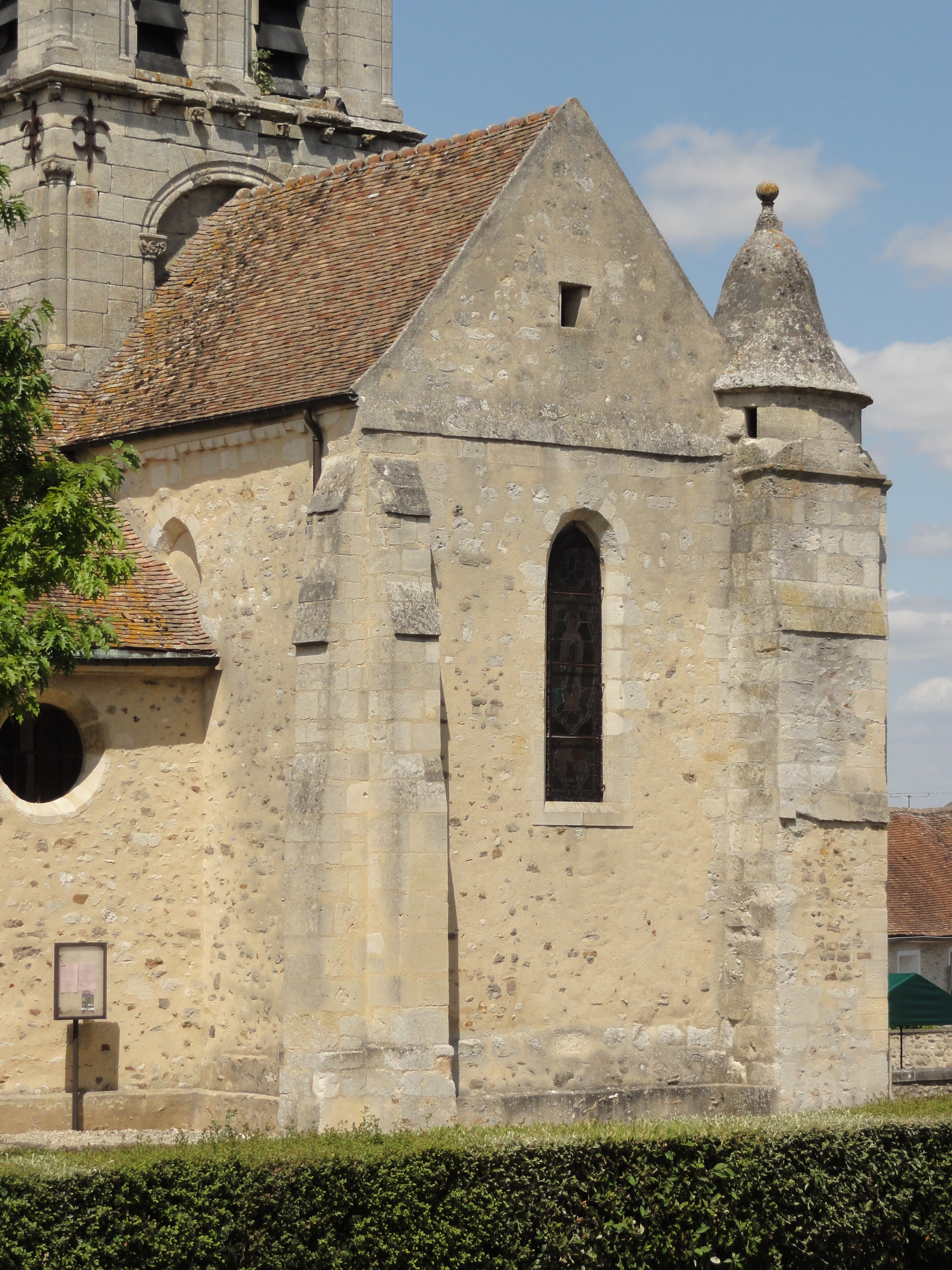
Croisillon sud.
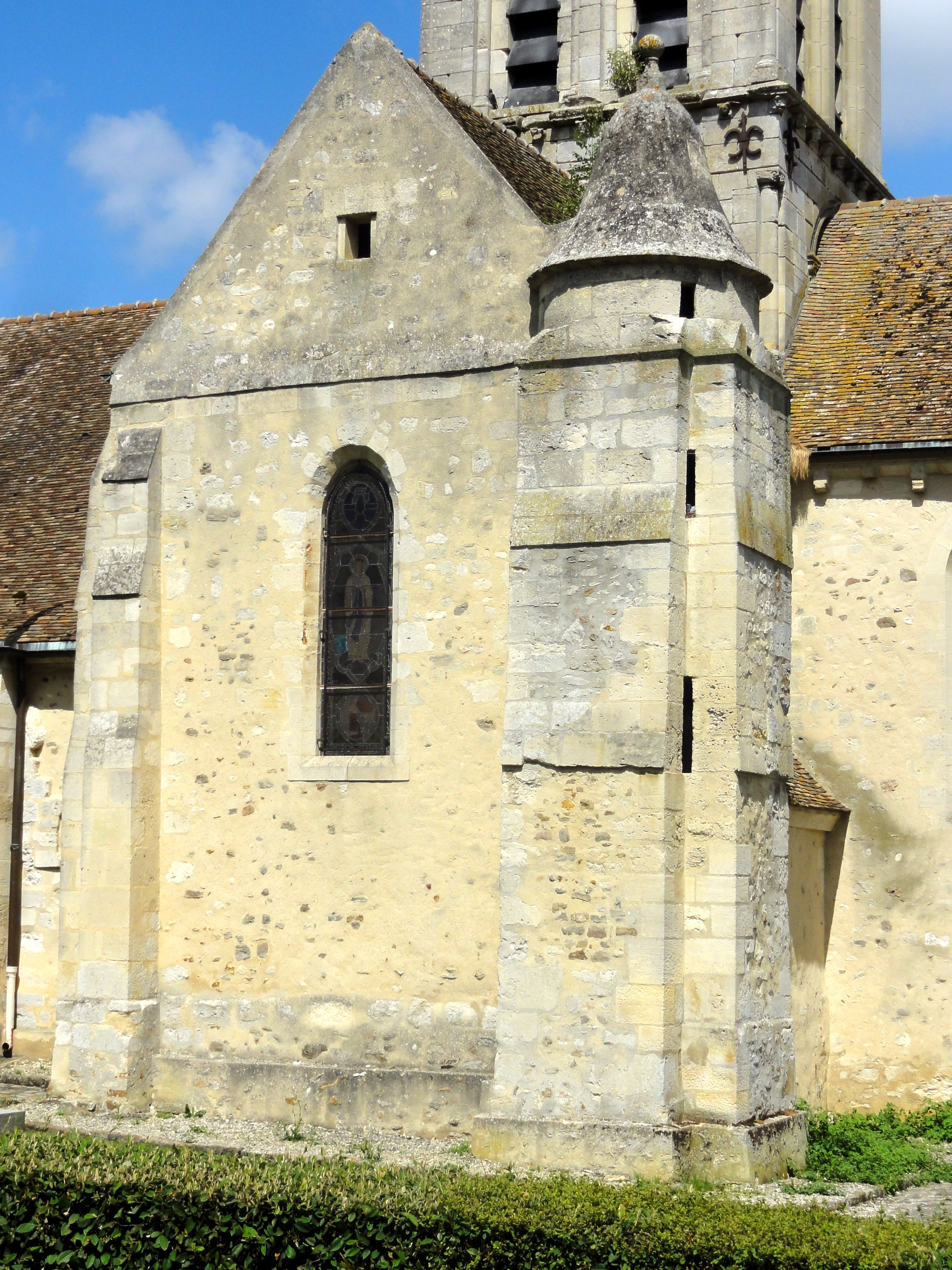
Croisillon sud.
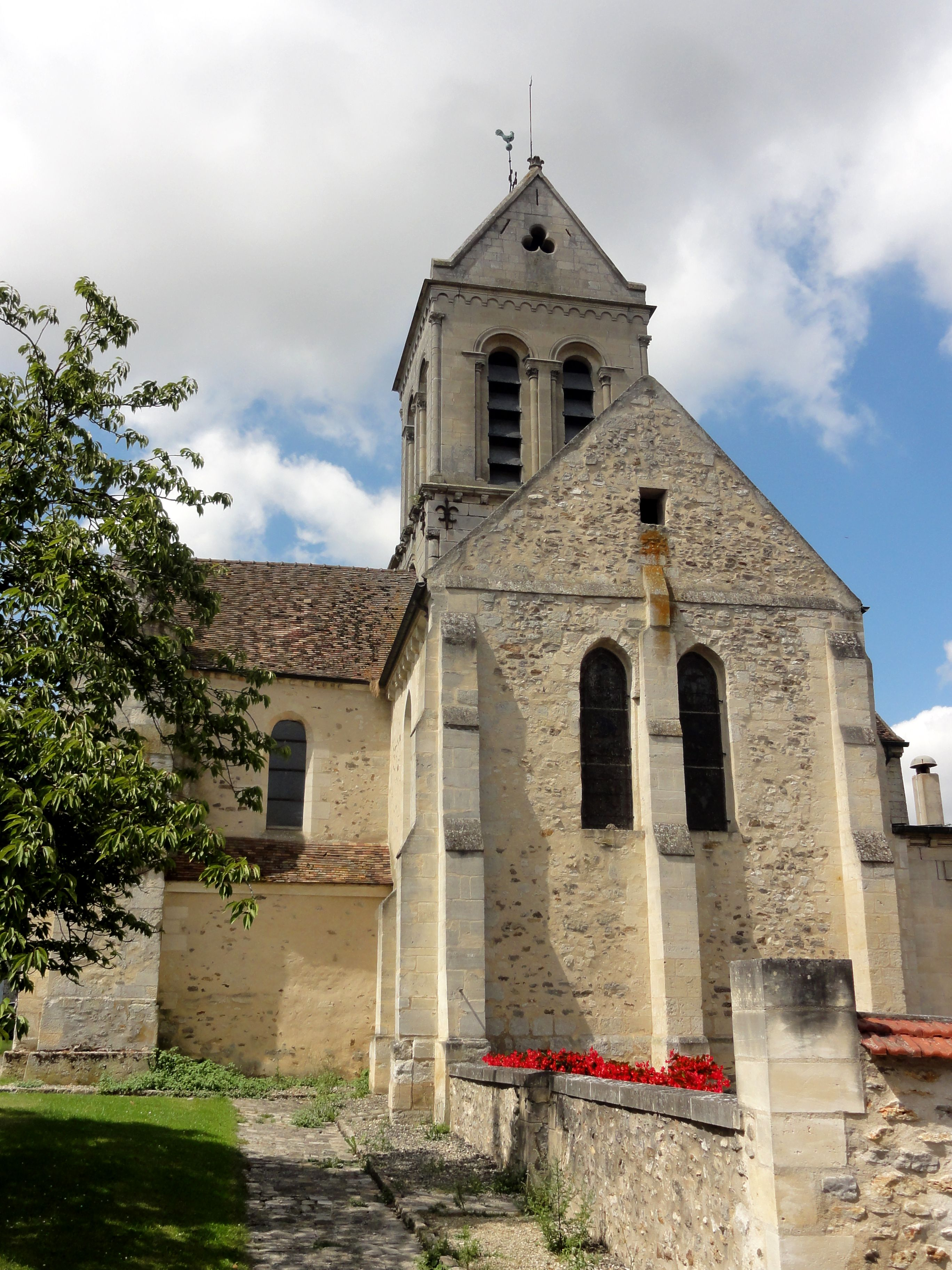
Chevet.

## Mobilier

### Divers
Parmi le mobilier de l'église, sept éléments sont classés monument historique au titre objet ou au titre immeuble, avec l'église. Parmi eux, un est actuellement conservé en mairie ; il s'agit d'un chapiteau roman. Ce chapiteau dans le style de la première moitié du XIIe siècle et récupéré comme socle pour une statue, provient peut-être de l'une des baies géminées de l'étage de beffroi du clocher, sachant que le clocher actuel date seulement de 1894. Un autre élément classé au titre objet ne fait pas partie du mobilier visible dans l'église, à savoir la cloche en bronze de 1587, dont les dimensions n'ont pas été prises. Enfin, un troisième élément du mobilier lui aussi classé au titre objet a disparu. Ce fut un tableau ayant comme sujet l'Assomption de Marie, peint à l'huile sur toile par la princesse Louise-Hollandine-Marie de Bavière-Palatinat, abbesse de Maubuisson en 1684, alors qu'elle avait soixante-trois ans. Il avait été confié au musée du Louvre pour restauration vers 1937, et s'est perdu lors de l'exode des ateliers de restauration au début de la Seconde Guerre mondiale. Les objets de mobilier les plus remarquables visibles dans l'église Saint-Crépin-Saint-Crépinien, dont certains ne sont pas encore classés à ce jour, sont les suivants :

### Fonts baptismaux

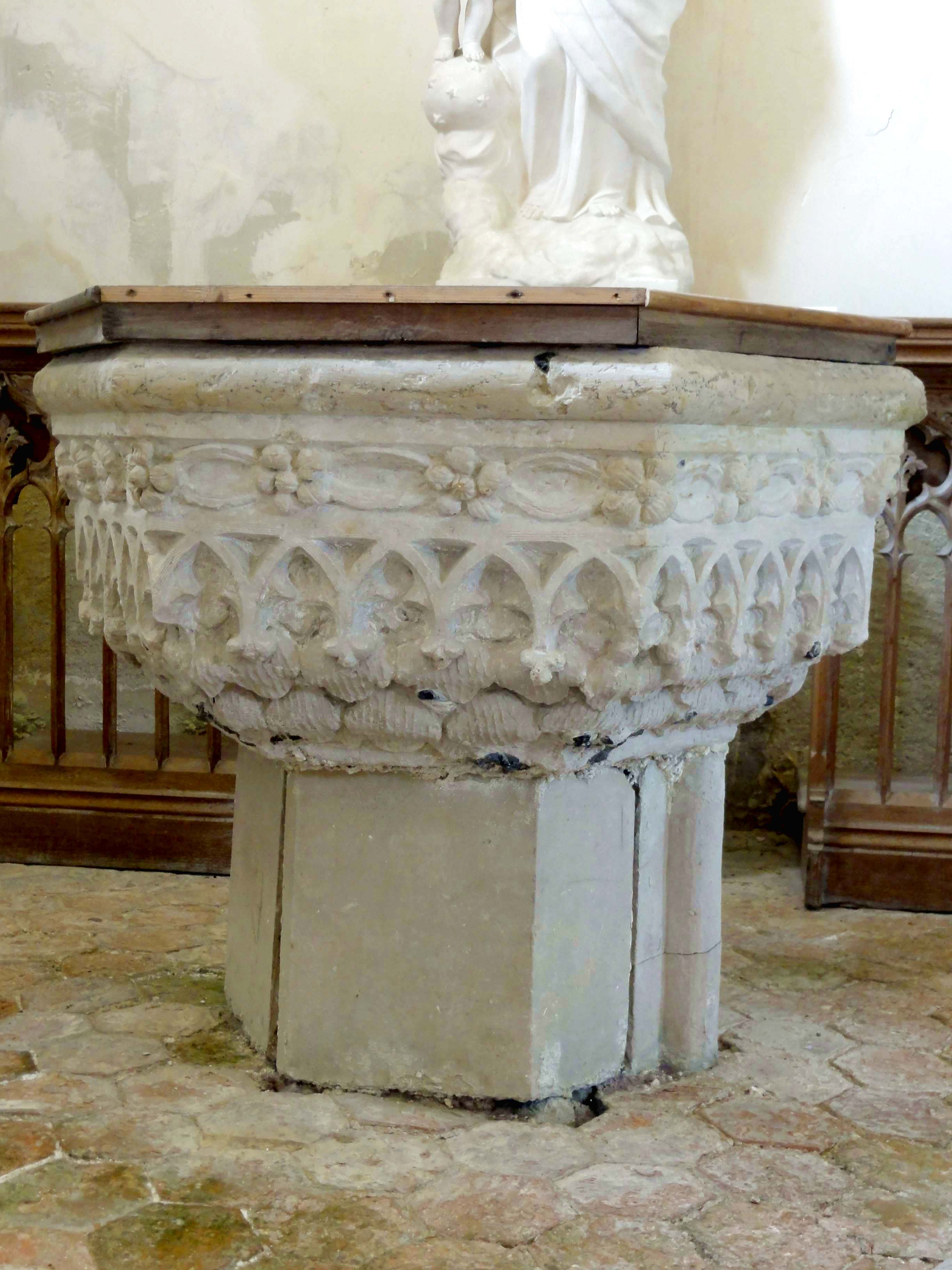
Fonts baptismaux.

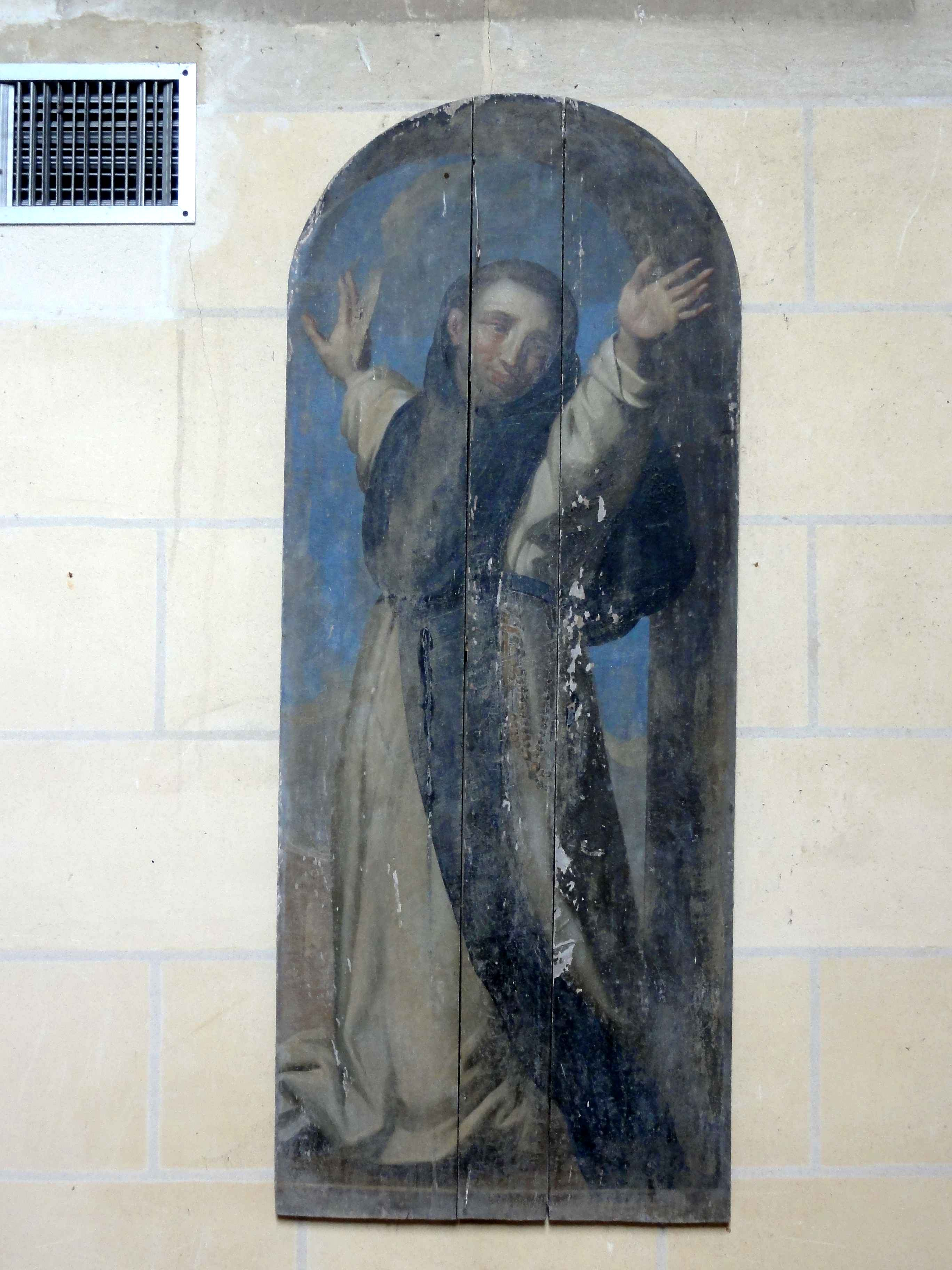
Panneau peint - moine.

La cuve des fonts baptismaux, en pierre calcaire, date du premier quart du XVIe siècle. Le pied est moderne, et s'écarte sous le poids de la cuve. L'ensemble mesure 90 cm de hauteur. En dessous de sa bordure, qui adopte le profil d'un large boudin, elle est entièrement sculptée. Les motifs s'étagent sur trois rangs. Du haut vers le bas, l'on voit des fleurettes à quatre pétales reliées les unes aux autres par des ovales ; des arcatures trilobées retombant sur des culs-de-lampe de la forme de fleurons inversés ; et un double rang de pétales de fleurs trilobées et striées. L'état de conservation est moyen. À la jonction de la cuve et du pied, du salpêtre apparaît. Dans un premier temps, la cuve a été inscrite par arrêté du 16 juin 1926, puis elle a été classée au titre immeuble en 1980,,.

### Peinture
Le panneau peint exposé dans le croisillon nord, assemblée de cinq planches de bois, est apparemment un antependium, et proviendrait de la chapelle du prieuré Saint-Nicolas au hameau du Rosnel, situé à mi-chemin vers la commune voisine du Heaulme. L'œuvre, de facture naïve, représente deux vases ornementés encadrent un ovale où est figuré un saint évêque coiffé d'une mitre, et tenant une crosse épiscopale. Il devrait s'agir de saint Nicolas. L'antependium n'est pas classé à ce jour,.
Deux autres panneaux peints sont accrochés sur les murs nord et sud du chœur. Ils sont cintrés, et trois fois plus hautes que larges. Ici, point d'ornements. Chacun des deux panneaux représente un personnage, qui occupe tout l'espace disponible. Sur l'un, un moine, peut-être saint Jean de la Croix, est agénouillé, et lève les mains au ciel pour implorer Dieu. Sur l'autre, un évêque mitré, également agénouillé, porte ses deux mains sur sa poitrine. La provenance de ces panneaux n'est pas certaine ; ils pourraient également provenir de la chapelle du Rosnel.

### Statues
Le Christ en croix de la nef, en bois polychrome, date du XVIIIe siècle, et n'est pas encore classée. L'extrémité supérieure de la croix et les deux branches de gauche et de droite ont été sciées immédiatement après la pancarte INRI et les mains de Jésus, ce qui nuit à l'équilibre des proportions. Ce n'est plus qu'à l'extrémité inférieure que subsiste l'un des quatre quadrilobes affichant l'un des symboles du tétramorphe.
La Vierge à l'Enfant à l'oiseau du croisillon sud, en pierre calcaire, date du XIVe siècle. Elle est connue sous le nom de Marguerite, en souvenir de Marguerite de Provence, épouse de saint Louis. Selon la tradition locale, la statue proviendrait de l'abbaye de Maubuisson. L'œuvre a été fort maladroitement restaurée, et perdue toute son authenticité : l'arête du nez a été refaite, la tête a été recollée, des pieds nus de mauvais goût ont été ajoutés, et toutes les traces de la polychromie d'origine ont été enlevées. En même temps, le restaurateur n'a pas paré à deux manques anciens, en l'occurrence l'attribut dans la main droite de la Vierge et la tête de l'oiseau. La sculpture est classée depuis 1905.
Les deux statues en pierre calcaire polychrome de saint Crépin et saint Crépinien, patrons de l'église, mesurent 98 cm de hauteur, et datent du XIVe siècle. Leur classement remonte seulement à 1960. Lors d'une restauration en 1980, la polychromie d'origine a pu être restitué, et les statues ont de nouveau été nettoyées en 1998. Elles se trouvent aujourd'hui en très bon état.

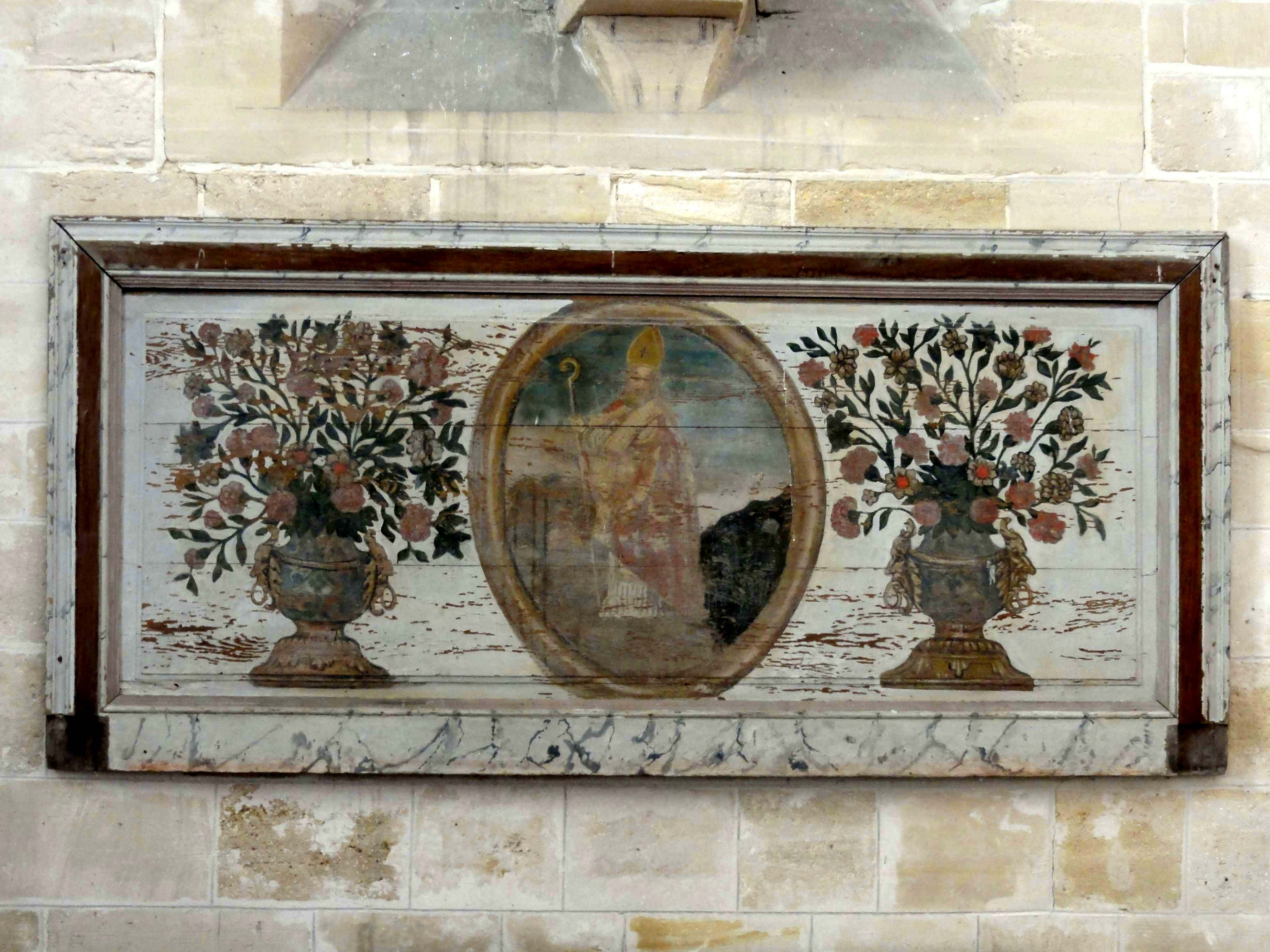
Antependium.
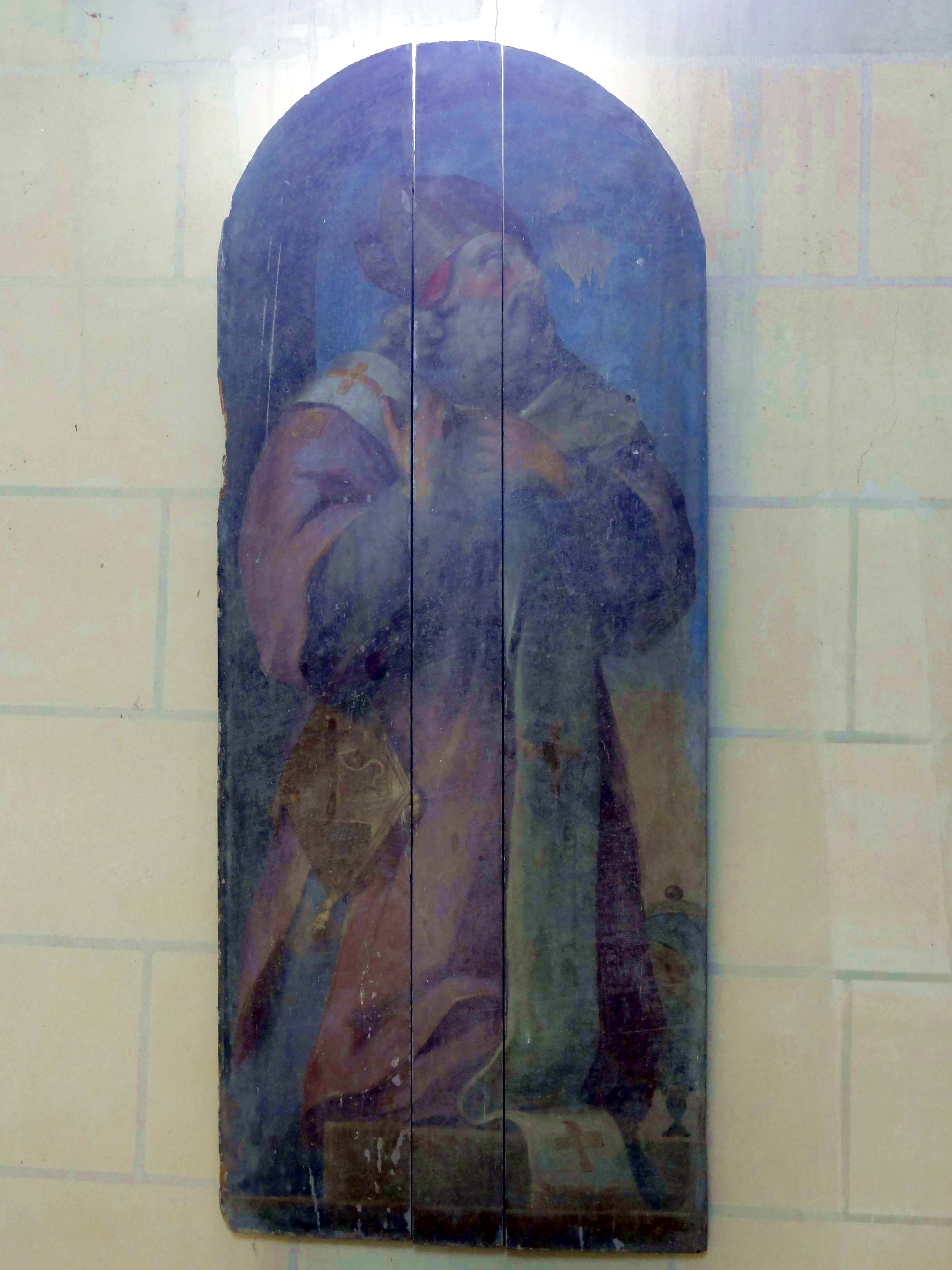
Panneau peint - évêque.
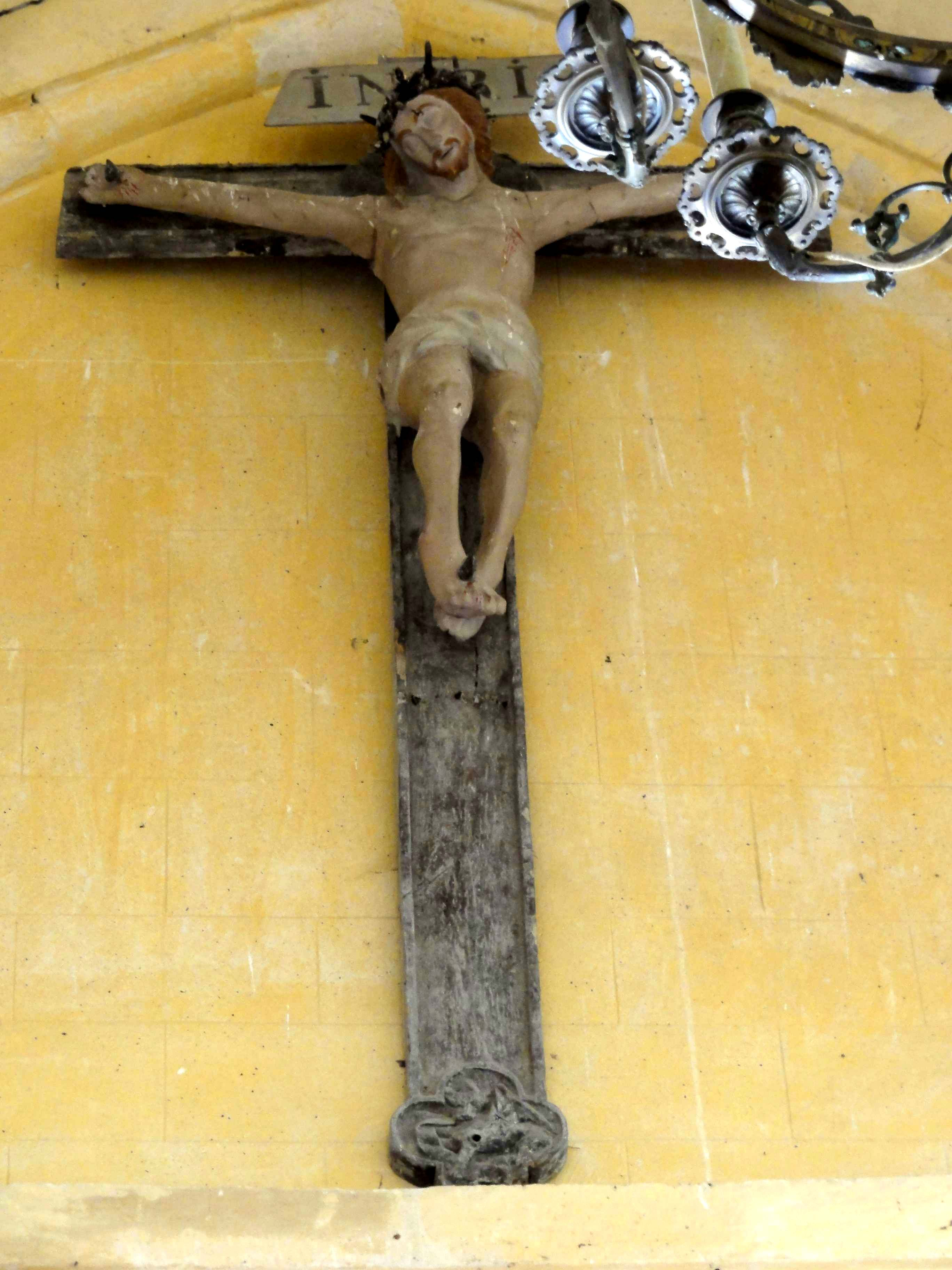
Christ en croix.
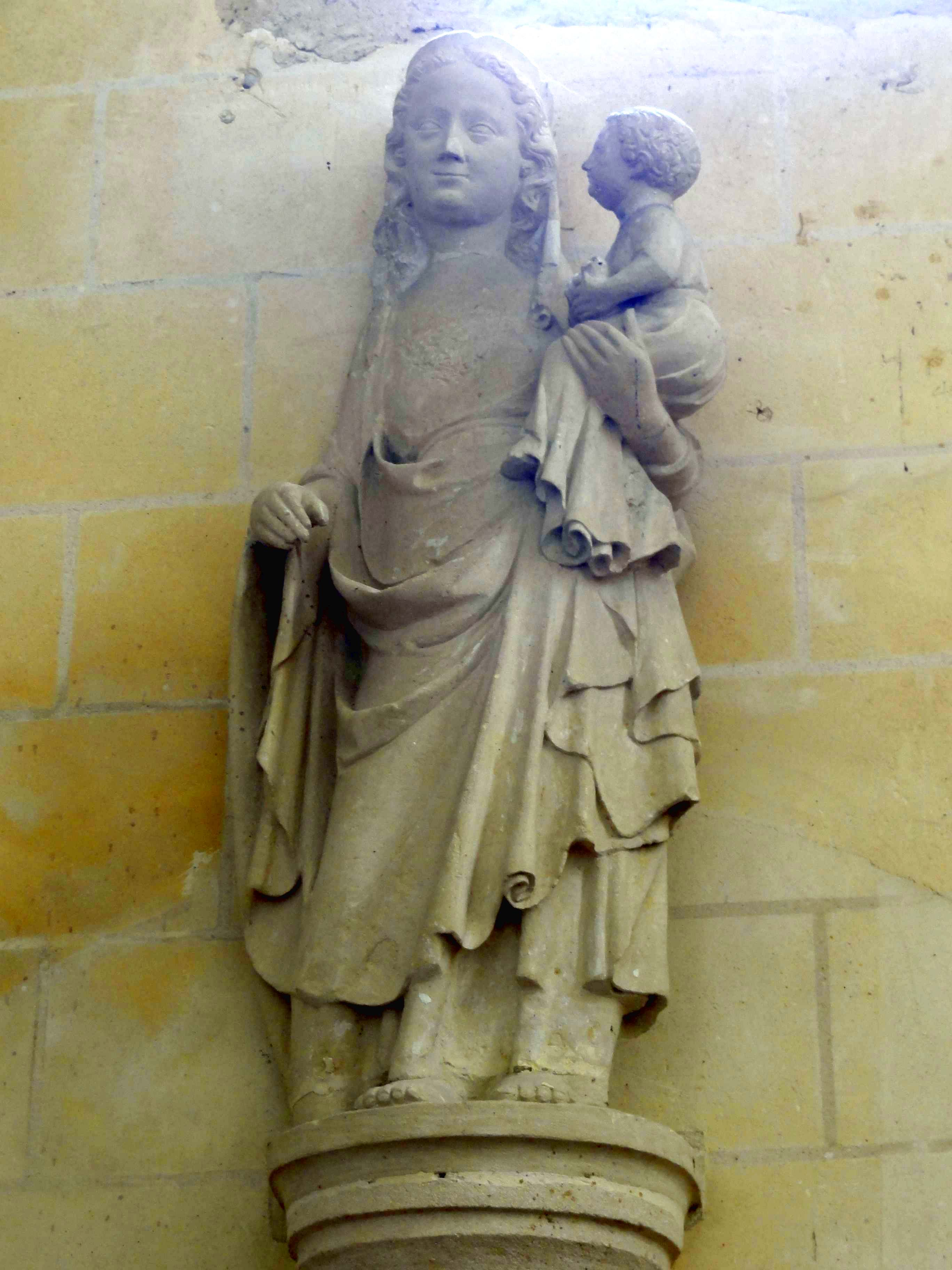
Vierge à l'Enfant.
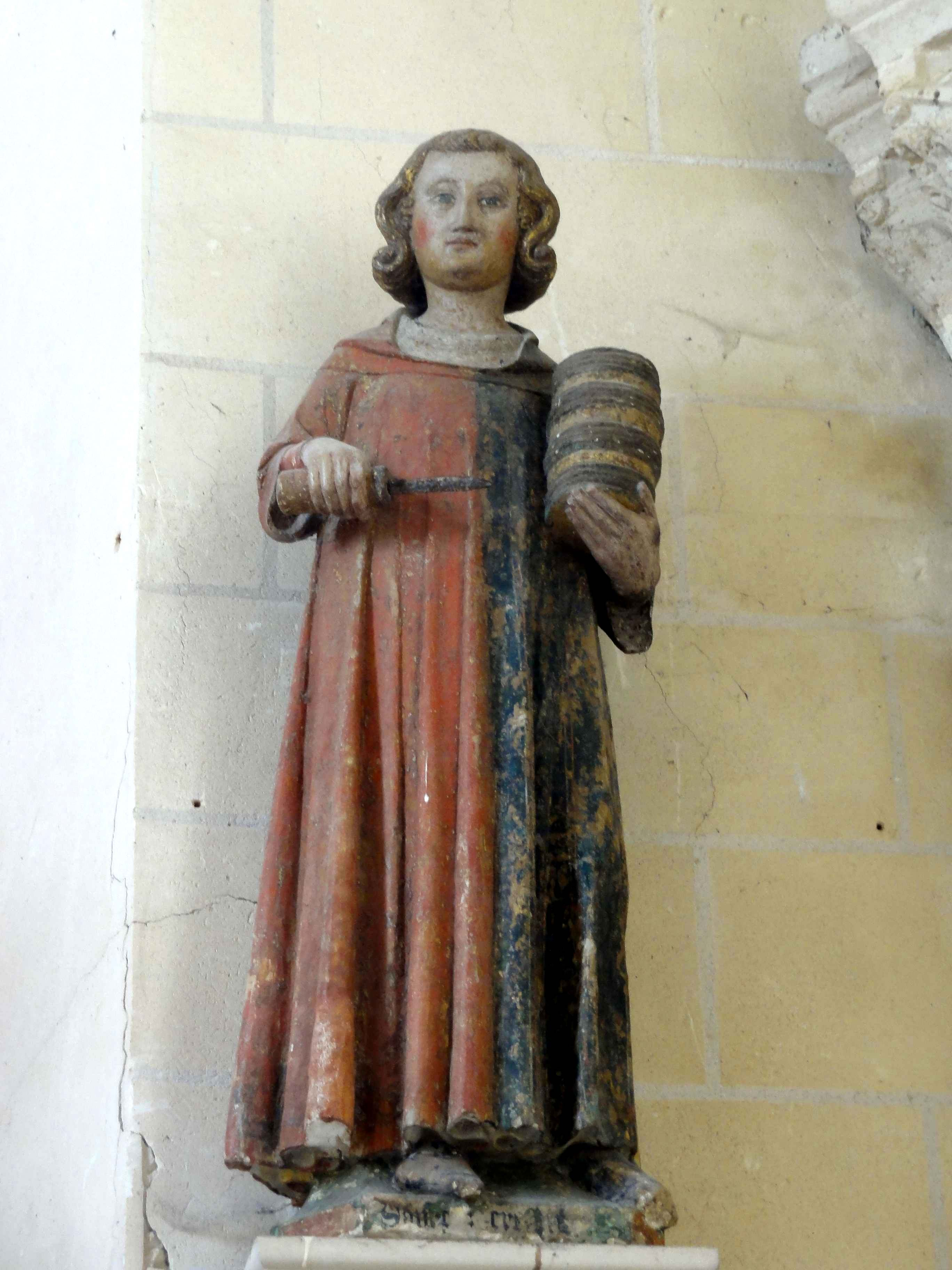
Saint Crépin.
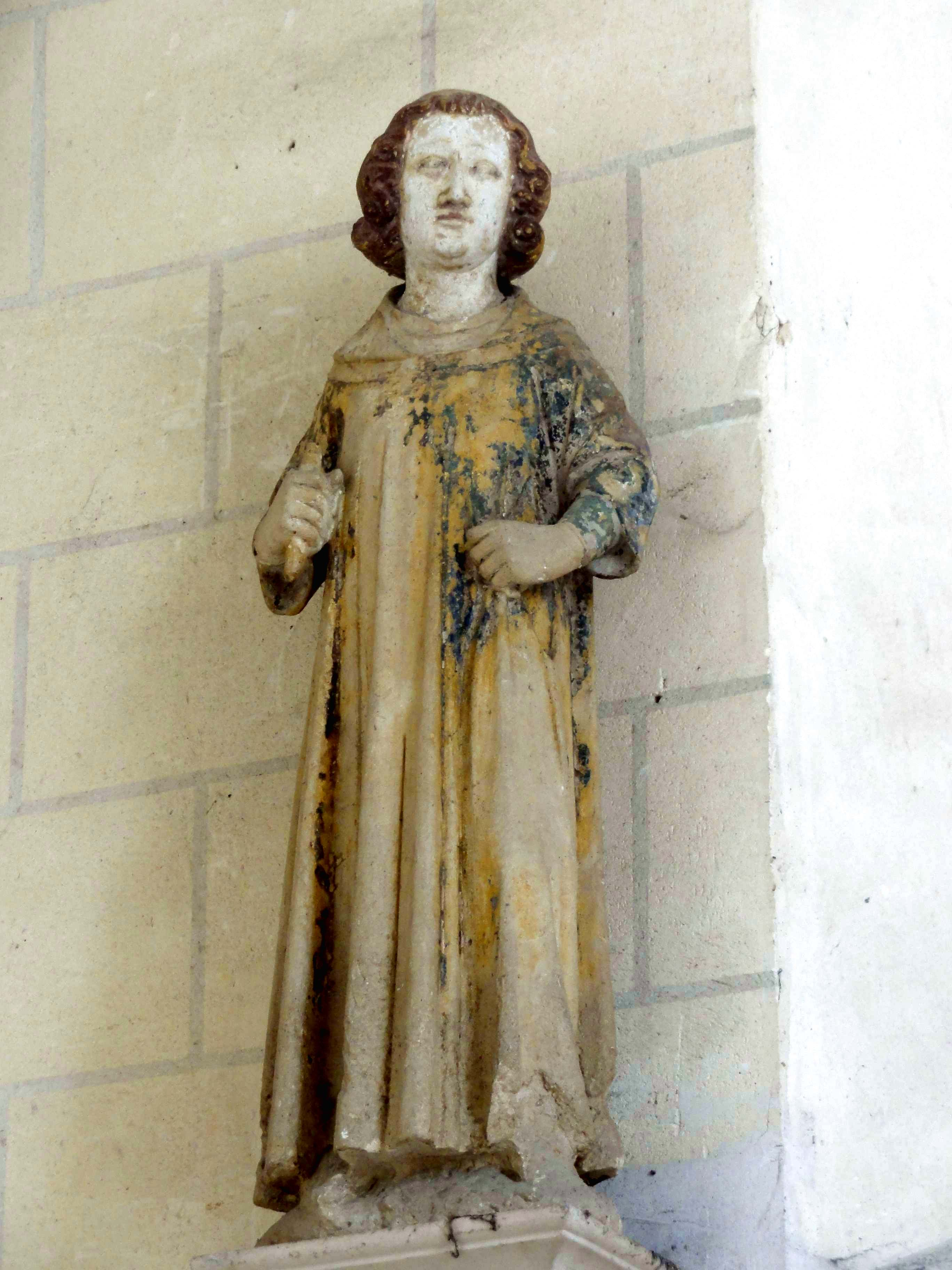
Saint Crépinien.

### Tabernacle à ailes

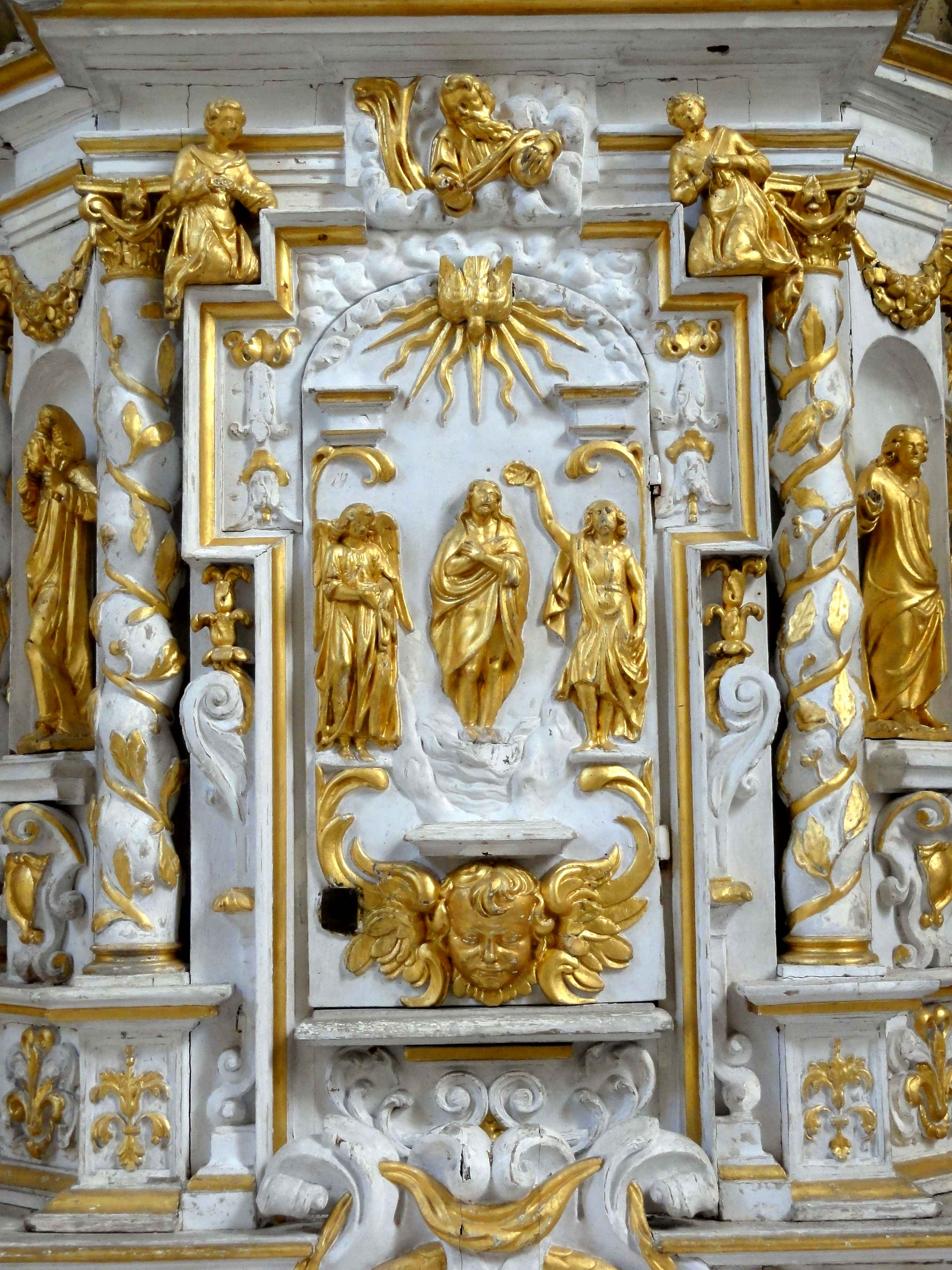
Porte du tabernacle - le baptême du Christ.

Le tabernacle à ailes du premier quart du XVIIe siècle est de style baroque. Il provient d'Argenteuil, et a acheté en 1872 par le curé Dupont. Le tabernacle, en même temps retable du maître-autel, est en bois taillé, et peint en blanc, sauf ses nombreux bas-reliefs, statuettes et chapiteaux, qui sont rehaussés par des dorures. L'ensemble adopte la forme d'un édicule, et s'organise sur trois niveaux, à savoir le soubassement, l'étage principal et le couronnement. Le soubassement affiche au milieu un médaillon représentant la Nativité du Christ, flanqué de deux anges adorateurs. Deux bas-reliefs agrémentent le corps central en léger saillie, et deux autres bas-reliefs ornent chacune des ailes latérales. Ils sont séparés de niches à statues, qui abritaient initialement des statuettes de Moïse et d'Aaron, volées en 1936. Les motifs des bas-reliefs sont, de gauche à droite, la multiplication des pains ; les disciples d'Emmaüs ; l'Adoration des bergers ; l'Adoration des Mages ; le Sacrifice de l'agneau ; et le Sacrifice d'Abraham. L'étage principal comporte de nombreuses colonnettes torsadées aux chapiteaux composites, et son décor exubérant est particulièrement varié. La porte du tabernacle représente le baptême du Christ par saint Jean-Baptiste. Pour des raisons de symétrie, un ange assiste à la scène. L'Esprit Saint, symbolisé par une colombe et des rayons de lumière, descend du ciel. Dans les pans obliques du tabernacle, qui adoucissent la saillie du corps central, des niches abritent des statuettes de saint Jean-Baptiste portant un agneau, et de Jésus-Christ. Les deux faces latérales du tabernacles, qui ne sont pas du tout visibles en regardant de front, sont elles aussi munies de bas-reliefs. L'un est consacré à l'épisode de la multiplication du vin lors des Noces de Cana, et l'autre à la rencontre entre Jésus et Zachée. Les ailes latérales arborent chacune un cuir découpé, qui sert de cadre à des bas-reliefs illustrant la scène du tombeau vide après la Résurrection de Jésus (à droite), et une autre scène dont le sujet ressort moins clairement, peut-être Jésus et les marchands du Temple. Le couronnement des ailes latérales est formé par des ailerons, sur lesquels sont installés deux personnages masculins, qui ne sauront être identifiés en l'absence d'attributs. Le couronnement du corps central, ou autrement dit, du tabernacle proprement dit, se compose d'un soubassement flanqué de consoles, qui assument le rôle des colonnettes de l'étage principal, et encadrent trois petits bas-reliefs. Ils représentent, de la gauche vers la droite, l'Agonie au Jardin des Oliviers, la Cène et le Portement de Croix. Ce soubassement supporte un édicule miniaturisé, où apparaissent de nouveau des colonnettes torsadées, à raison de deux par angle. Dans cinq niches ovales, se profilent des personnages représentés à mi-corps. Deux sont des anges, dont l'un porte un crucifix, et l'autre une colonne. Le Christ est représenté au moins deux fois, en face et à droite, où l'iconographie évoque un Ecce homo, mais les mains du Christ ne sont pas liées. L'édicule du couronnement est coiffé d'un dôme ajouré, assemblé de nombreuses consoles, et coiffé d'un vase. Globalement, le tabernacle est une œuvre de grande qualité, et il se remarque surtout pour le soin apporté à ses nombreux bas-reliefs illustrant des passages de la Bible, et la variété des formes et formats appliquée à ses bas-reliefs. Cependant, l'on peut déplorer l'absence d'un concept iconographique clair, le baptême du Christ étant placé sur le même niveau que la Résurrection, alors que des épisodes de la vie de Jésus figurent déjà sur le soubassement, et que la Passion du Christ n'est traité qu'un étage au-dessus. La représentation du Christ en croix a par ailleurs été oubliée.

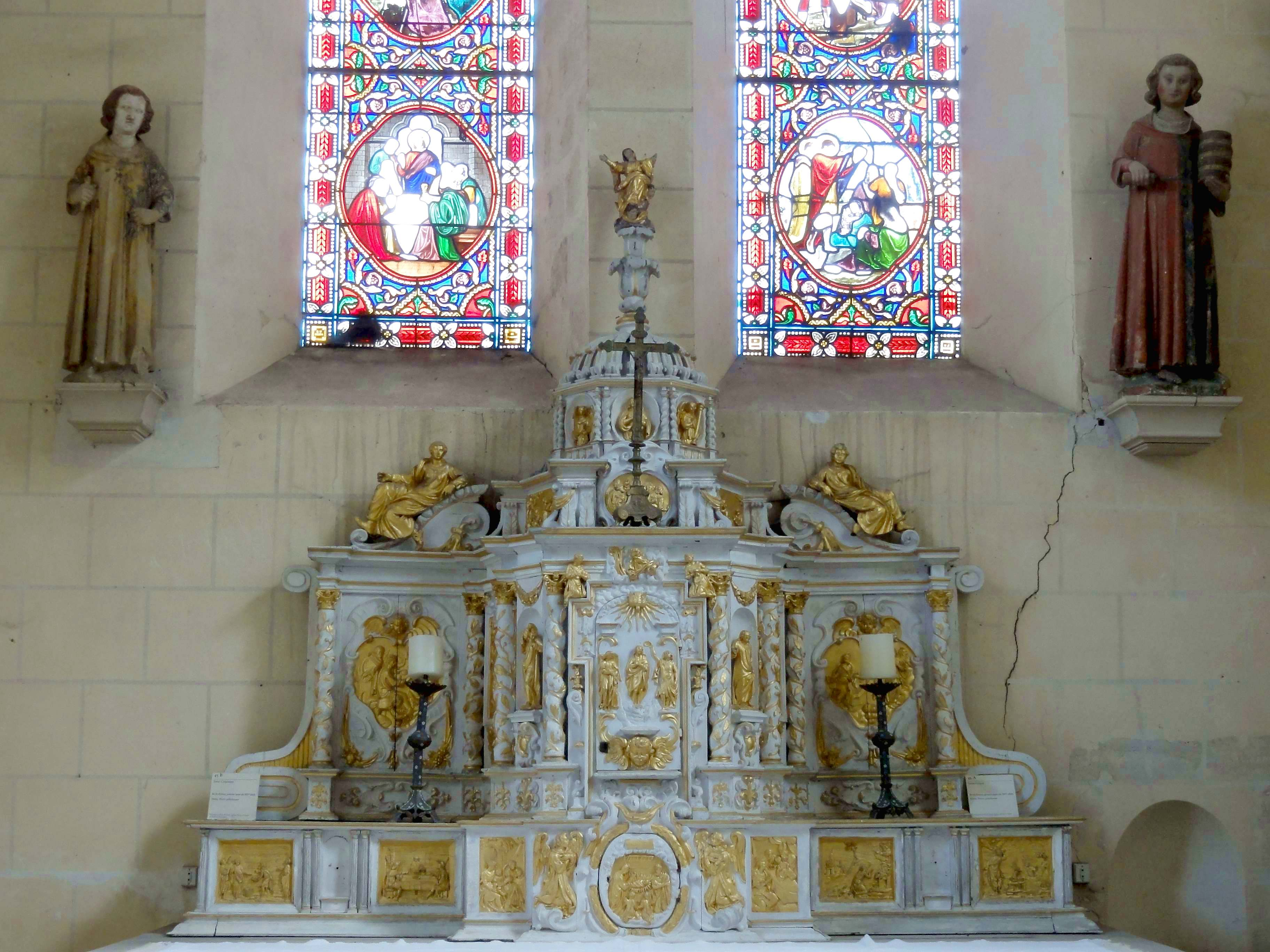
Vue d'ensemble.
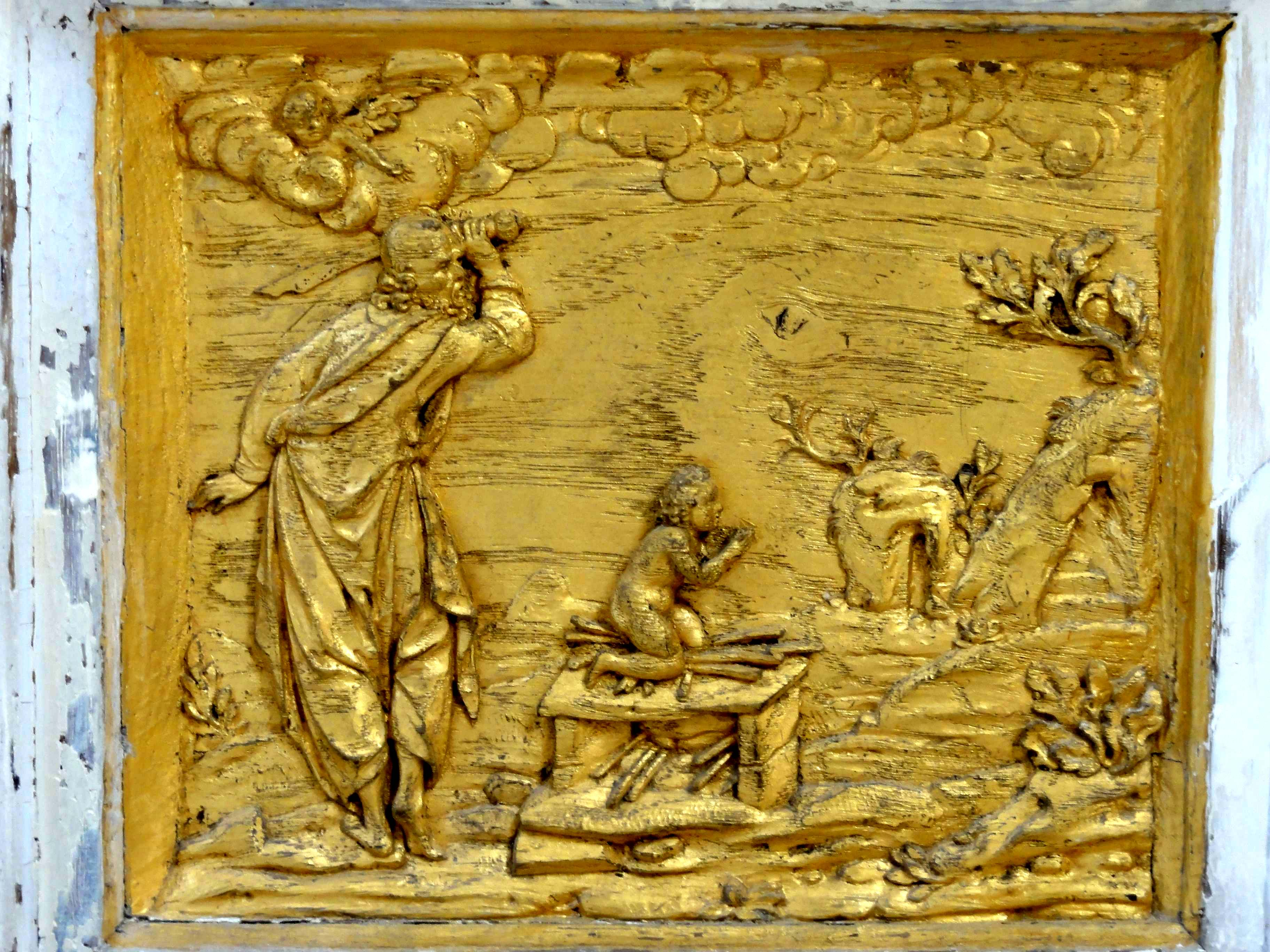
Soubassement, bas-relief - le sacrifice d'Abraham.
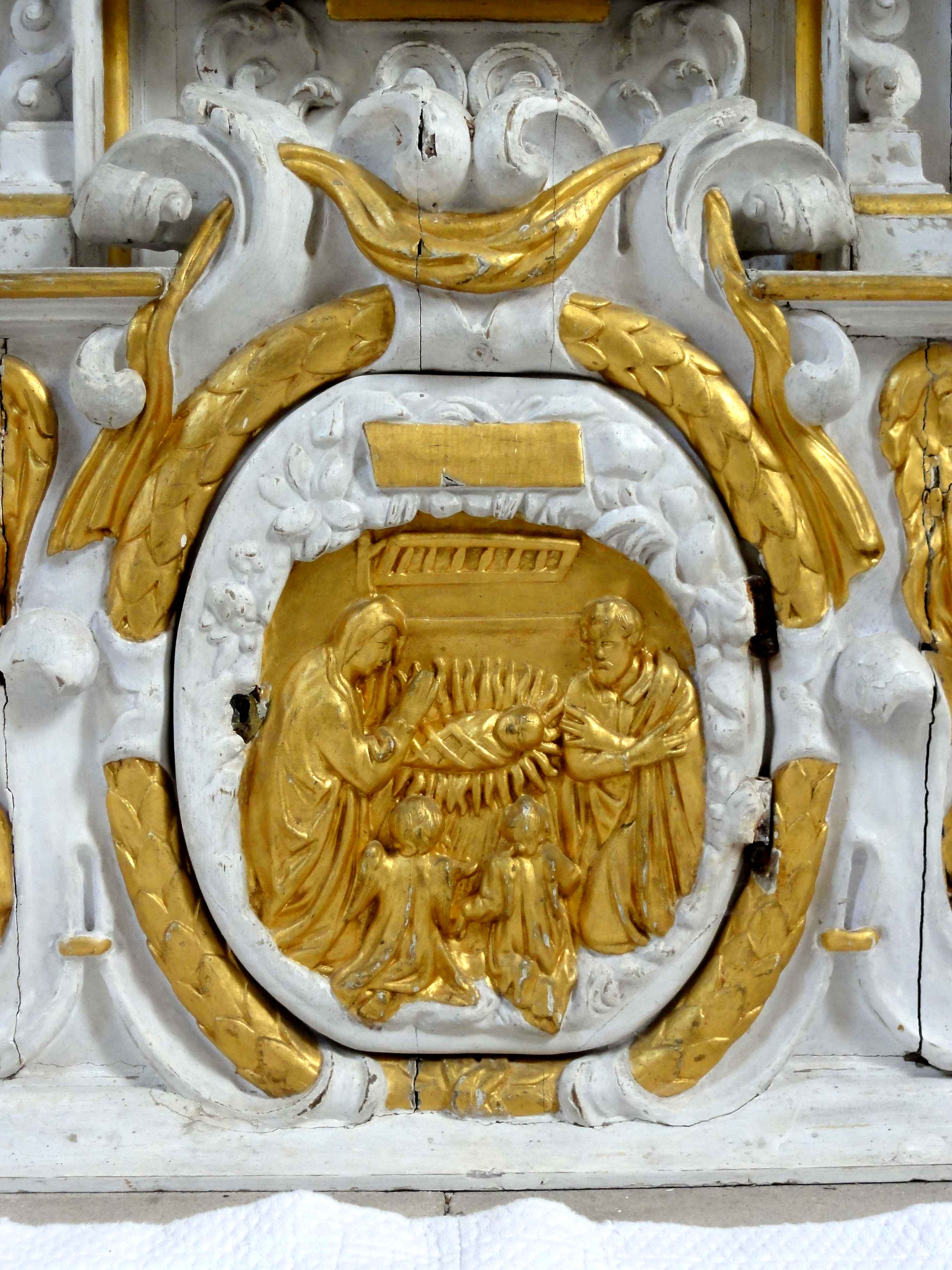
Soubassement, médaillon - la Nativité.
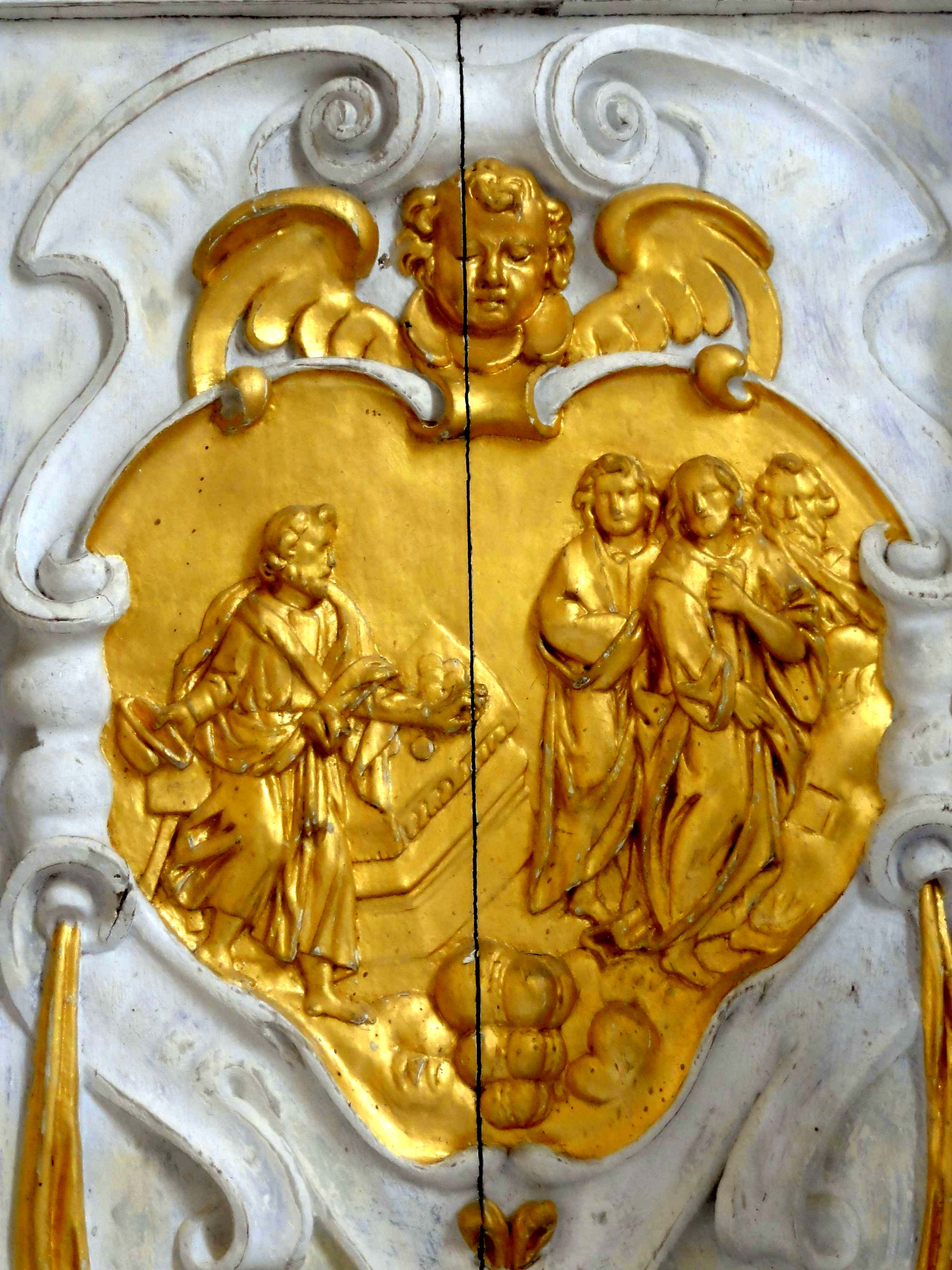
Étage principal, bas-relief - le tombeau vide.
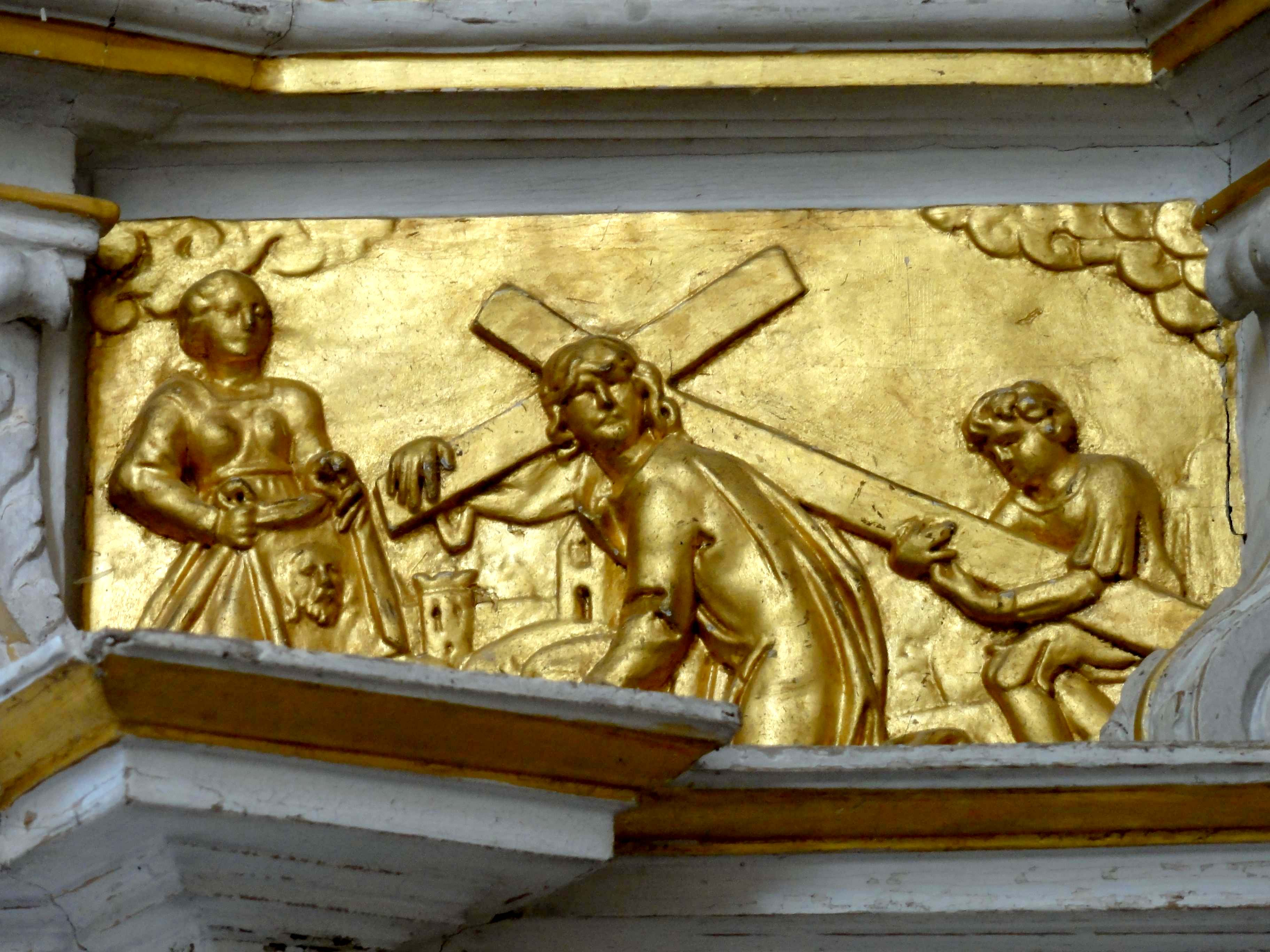
Couronnement, bas-relief - Portement de Croix.
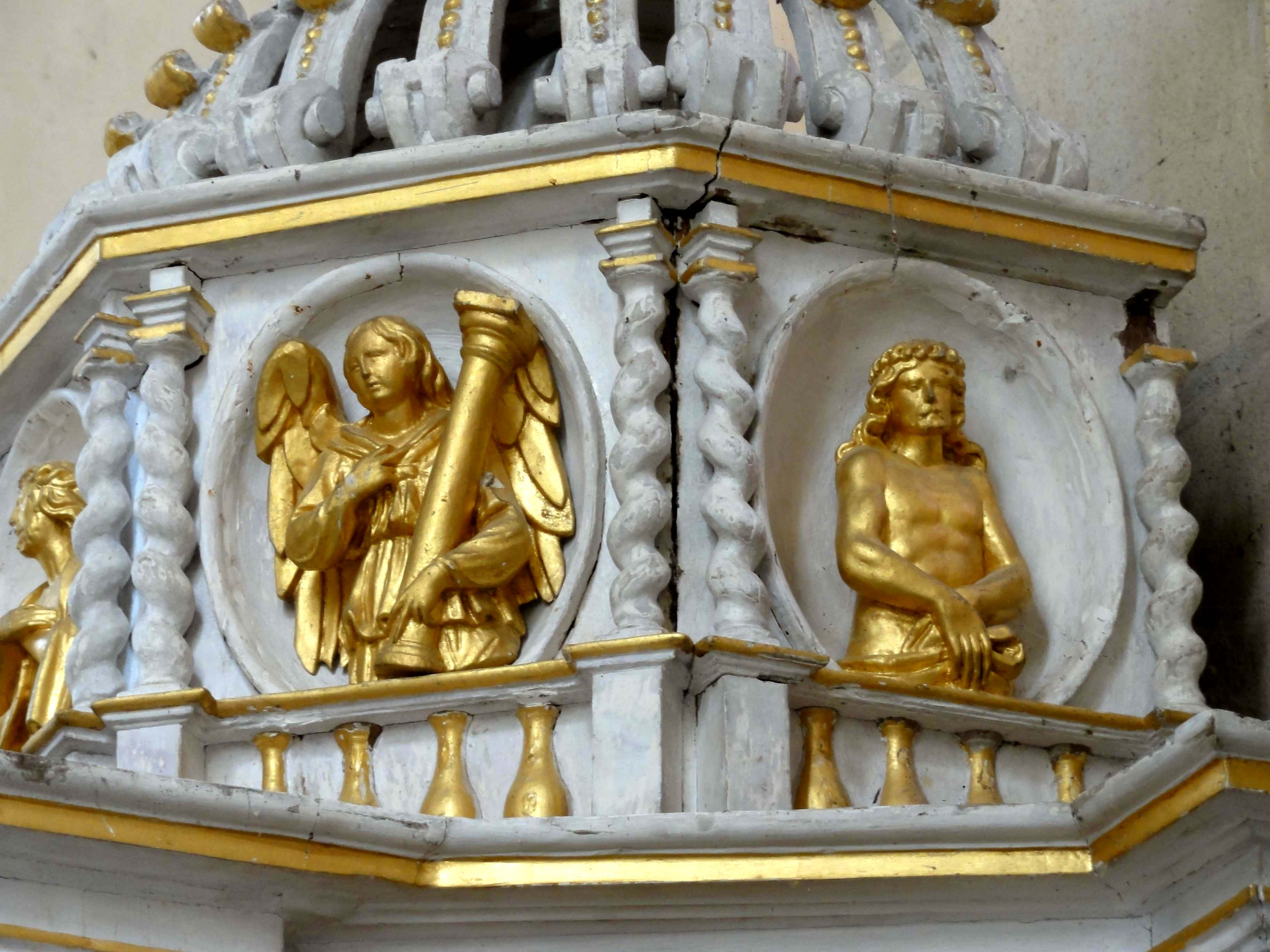
Couronnement, statuettes - Ange et Ecce homo.